# 武蔵野市
武蔵野市（むさしのし）は、東京都の多摩地域東部に位置する市。人口は約15万人。1947年に市制施行。

## 概要
東京23区（杉並区・練馬区）に隣接する多摩地域の都市。市の中心部である吉祥寺は、多摩地域東部屈指の繁華街であり、中野や高円寺などとももに「中央線カルチャー」を代表する街として知られる。その商圏は練馬区など23区にも及ぶ。また、JR中央線と京王井の頭線でそれぞれ丸の内・新宿方面及び渋谷方面と直接アクセスが可能であり、その交通利便性も相まって吉祥寺は首都圏の住みたい街ランキング上位常連の街である。吉祥寺駅南側の三鷹市との市境には井の頭公園が立地しており、吉祥寺駅周辺を除いて基本的には住宅地が広がる。

### 特色
武蔵野市は、早くから市民参加を掲げ、住民生活に根ざした数々の独自事業を行ってきた。
それらの中には全国の自治体のモデルケースとなる施策も多く、しばしば革新自治体と評される。
これは、財政基盤が堅牢で国や都からの補助金を受けずに独自事業を行うことができること、市内には学者や専門家が多く住民の意識が高いことが背景として挙げられる。当時市長であった土屋正忠は、1987年武蔵野市に「全国で初めての単独型デイサービスセンター」が完成したのも、「市民がデイサービスセンターの為に土地（吉祥寺北町）を寄付して頂いたお陰だ」と語っており、感謝の言葉も述べている。そして、土屋は「この施設がより良い運営が出来ているのは、所長に職員、ボランティアスタッフのお陰だ」とした。
武蔵野市では市民参加によって市の長期計画や、1973年に全国に先駆けて「武蔵野市地域生活環境指標」を作成した。この指標づくりなどの市民参加の意味するところは、分かりにくい行政資料を市民に判りやすくすることであった。また行政資料だけでは、市民参加による市の長期計画づくりに不足しているものが多いということで、当時武蔵野市長期計画策定に参加した佐藤竺(成蹊大学教授)や松下圭一(法政大学教授)と西尾勝(東京大学教授)の三人も参加し、三者の提唱により指標が作成されたものである。以降各地方自治体ではこうした環境指標の必要性を認め「地域環境図」「コミュニティカルテ」「地区カルテ」など、その名称は多様であるが普及し、生活基礎指標を公開した自治体もかなりの数にのぼり、今日ではほとんどの自治体で当該自治体の「基本構想」「基本計画」などと合わせてそれらを作成・公開され、さらに個別の指標として緑地計画、地域計画・地域施設計画、住宅計画、景観計画などに関わるものも策定されていく。しかし70年代初頭において、市民と行政とが一体となって作成され、策定公開されていた武蔵野市のようなケースは、まだ少なかった。
その後ムーバスでしられるコミュニティバス、子育て支援政策「0123」、リバースモーゲージ 等を全国の自治体に先駆けて導入。

### 地理

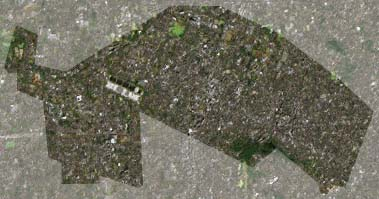
武蔵野市域のランドサット

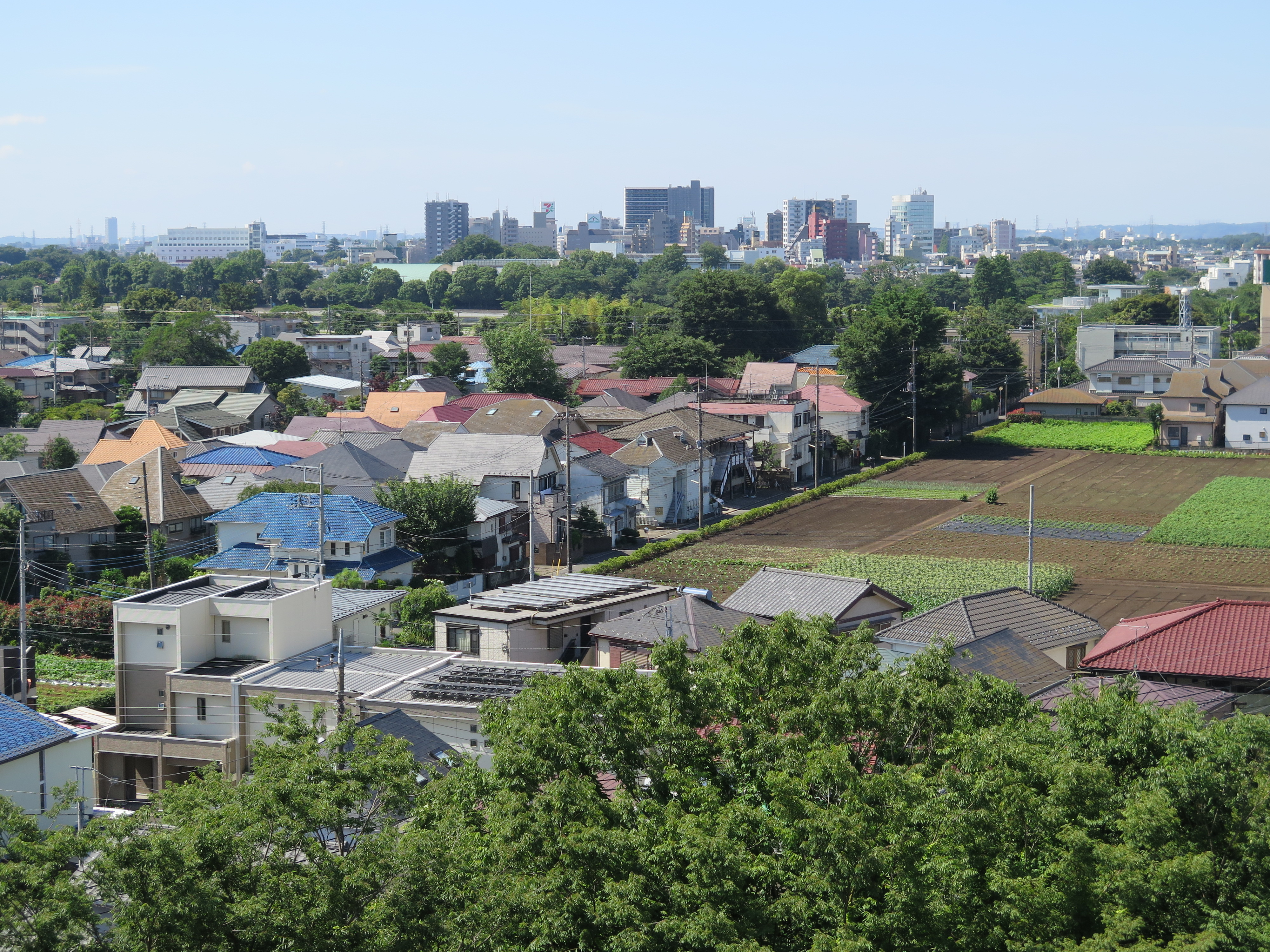
武蔵野市の街並み

多摩地区の東端に位置し、区部と境界を接している。
武蔵野台地に在り、合併時の新自治体名の由来となっている。
市内の交通空白地域をコミュニティバス「ムーバス」が走る。
タクシーの営業区域が23区＋武蔵野＋三鷹で構成されている。
三鷹市、小金井市、西東京市と4市で、文化・芸術・スポーツの施設や保養施設など、公共施設の共同利用を行っている。

## 歴史

### 年表

#### 前史
古来 武蔵国に在り現在の武蔵野市に当たる区域は多磨郡内の一部に属した。
- 慶応4年6、7月（1868年） - 吉祥寺、西窪、関前、境の4箇村に武蔵知県事が派遣される。
- 明治2年（1869年） - 4箇村が品川県の管下に置かれる。
- 明治4年（1871年） - 吉祥寺村と西窪村は東京府に、関前村と境村は入間県に編入。
- 明治5年（1872年） - 4箇村が神奈川県に編入される。
- 1889年（明治22年）
  - 4月1日 - 4箇村と井口新田飛地（現在の境浄水場付近[18]）が一体となり、武蔵野村が成立する。神奈川県北多摩郡武蔵野村。
  - 初代村長に三井謙太郎が就任。
  - 4月11日 - 甲武鉄道の新宿駅 - 立川駅間開通と同時に境駅（現在の武蔵境駅）が開業。
  - 12月30日 - 甲武鉄道の吉祥寺駅が開業。
- 1893年（明治26年） - 東京府の管下に入る。東京府北多摩郡武蔵野村。
- 1898年（明治31年） - 池田八右衛門が武蔵野村長に就任。
- 1899年（明治32年） - 井野久太郎が武蔵野村長に就任。
- 1900年（明治33年） - 秋本喜七が武蔵野村長に就任。
- 1913年（大正2年） - 高橋亀三郎が武蔵野村長に就任。
- 1921年（大正10年） - 秋本録之助が武蔵野村長に就任。
- 1928年（昭和3年） - 町制施行。東京府北多摩郡武蔵野町。
- 1934年（昭和9年） - 帝都電鉄（現・京王電鉄井の頭線）吉祥寺駅が開業。
- 1939年（昭和14年） - 秋本敏男が武蔵野町長に就任。
- 1941年（昭和16年） - 井野米次郎が武蔵野町長に就任。
- 1946年（昭和21年） - 町長の井野米次郎が死去。
- 1947年（昭和22年）4月 - 荒井源吉が武蔵野町長に就任。

#### 武蔵野市小史

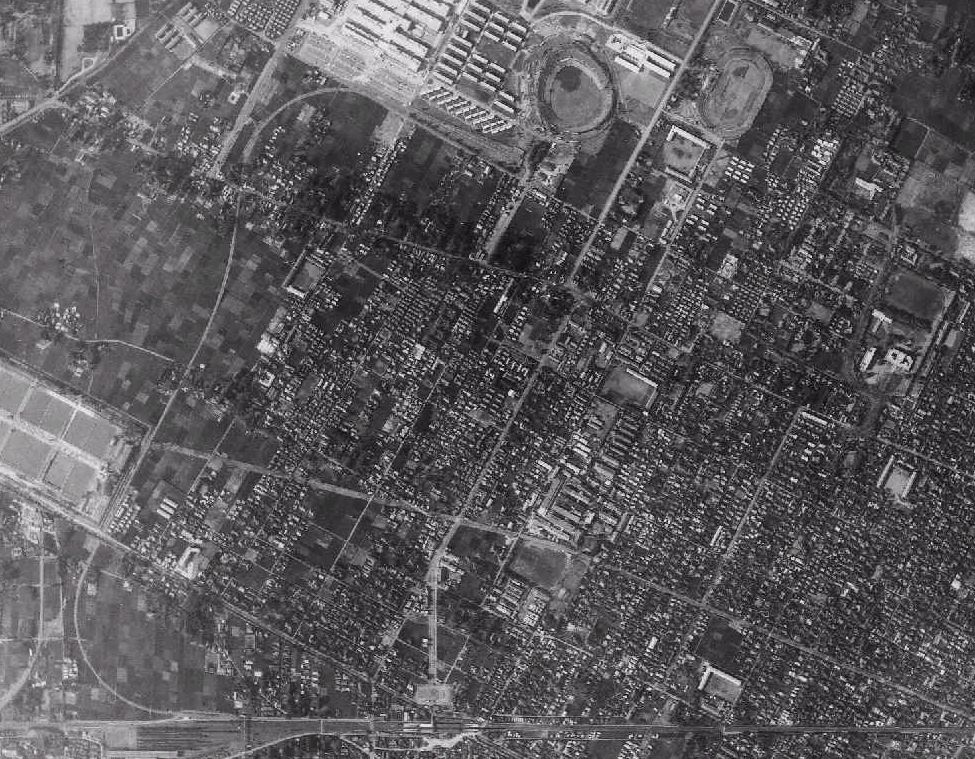
航空写真に見る武蔵野市。上方に見えるのが武蔵野競技場と東京グリーンパーク球場（1956年撮影）

- 1947年（昭和22年）11月3日 - 武蔵野市市制施行。人口約63,000人。荒井源吉が初代市長に就任。初の市議会開会。
- 1948年（昭和23年）
  - 2月 - 学校給食開始。小学校のみであり、中学校は未だに実施されていない。
  - 4月 - ごみの収集開始。
  - 6月 - 市報創刊号発行。
- 1949年（昭和24年） - 市営運動場を開設。
- 1950年（昭和25年）10月 - 屎尿のくみ取り開始。
- 1951年（昭和26年） - 東京グリーンパーク球場が完成。
- 1952年（昭和27年） - 水道・下水道事業着工。武蔵野市教育委員会発足。
- 1953年（昭和28年）6月 - 市営プール開設。
- 1954年（昭和29年）
  - 3月5日 － 市民の誘致運動でゾウのはな子が恩賜上野動物園から井ノ頭動物園へ来る。
  - 都市計画道路中央通り完成。第一浄水場完成、給水開始。
- 1955年（昭和30年） - 特殊学級開設（一小、二小、大野田小）。ふじみ病棟（伝染病棟：武蔵野赤十字病院内）完成。三鷹市との合併案審議の市議会が開催され、市議会は可決したが、三鷹市議会が1票差で否決して合併は実現しなかった[19]。
- 1956年（昭和31年） - 吉祥寺ポンプ場完成（下水）。東京グリーンパーク球場が解体。
- 1957年（昭和32年）4月 - 人口が10万人を越える。
- 1958年（昭和33年）
  - 1月 - 緑町公団住宅完成。
  - 9月 - 台風22号（狩野川台風）による水害（浸水730戸）。
- 1959年（昭和34年） - 第二浄水場完成、給水開始。桜堤公団住宅が完成。
- 1960年（昭和35年） - 成蹊通り完成。
- 1961年（昭和36年） - 武蔵境駅南口開設。国民年金制度施行。
- 1962年（昭和37年） - 都市計画道路中町新道完成。全市域の町名整理施行。「むさしの市民の歌」制定。
- 1963年（昭和38年）
  - 5月 - 後藤喜八郎が市長に就任。
  - 6月 - 学童保育開始。
  - 7月 - 市立図書館開館（鉄筋化）。
- 1964年（昭和39年）
  - 1月 - 武蔵野公会堂完成。
  - 10月 - 東京オリンピックの聖火が武蔵野市に1泊。
- 1966年（昭和41年）
  - 6月 - 市営幼児プールが完成。
  - 7月 - 福祉会館完成。
- 1967年（昭和42年） - 全国初の児童扶養手当制度開始。学校給食共同調理場（現・桜堤共同調理場）事業開始。富士高原学園が完成。
- 1968年（昭和43年） - 市営西久保住宅が完成。武蔵野市開発公社が設立。10月、武蔵野市民会館開館。
- 1969年（昭和44年）
  - 4月 - 荻窪 - 三鷹駅間高架完成。
  - 11月 - 三鷹駅北口に世界連邦平和像（北村西望作）建立。
  - 12月3日 - 吉祥寺駅北口に吉祥寺ステーションセンター「LONLON」（現：アトレ吉祥寺）オープン。
- 1970年（昭和45年） - 「公害排除都市」宣言。
- 1971年（昭和46年） - 吉祥寺大通りが開通。
  - 9月 - 武蔵野市基本構想・長期計画（昭和46 - 55年度）を策定。
  - 10月 - 宅地開発等に関する指導要綱制定（マンション規制）。
  - 11月 - 吉祥寺FFビルB棟（伊勢丹吉祥寺店）オープン（翌年A棟がオープン）。
- 1972年（昭和47年） - 富山県利賀村と姉妹都市盟約（現南砺市と友好都市）。市営関前住宅完成。
  - 7-8月 - 第1回むさしのジャンボリー実施（静岡県立朝霧野外活動センターキャンプ場）。
- 1973年（昭和48年）
  - 1月 - 米軍施設グリーンパークが日本に返還される。
  - 4月 - 「武蔵野市民緑の憲章」制定。
  - 5月 - 障害児学級（べこのこ学級、いぶき学級）開設。
- 1974年（昭和49年） - 武蔵野市土地開発公社が設立。
- 1975年（昭和50年）2月 - グリーンパーク跡地を公園にする都市計画決定。
- 1976年（昭和51年）7月 - 市立コミュニティセンター条例が施行される。境南コミセンが開館。
- 1977年（昭和52年）
  - 8月 - けやき橋通り立体交差完成。
  - 11月 - 吉祥寺大通り全線開通。
- 1979年（昭和54年）
  - 3月 - 全市立小中学校校舎の鉄筋化完成。
  - 4月 - 武蔵境駅南口駅前広場が完成。
  - 5月 - 藤元政信が市長に就任。
- 1980年（昭和55年）8月 - 武蔵野市役所新庁舎が完成。
- 1981年（昭和56年） - 第二期基本構想・長期計画（昭和56 - 67年度）を策定。
- 1982年（昭和57年） - 「非核都市」宣言。西部図書館開館。武蔵野市少年自然の村（現武蔵野市自然の村）開設（長野県川上村）。
- 1983年（昭和58年） - 武蔵野市文化事業団発足。
  - 5月 - 土屋正忠が市長に就任。土屋正忠は、市職員の高額退職金を是正した[20]。
- 1984年（昭和59年） - 武蔵野芸能劇場、市民文化会館が開館。土屋正忠は、文化事業団を設立し、武蔵野市の文化行政の基盤を整備した[20]。クリーンセンターが稼動。
- 1986年（昭和61年）8月 - 玉川上水に清流が復活する。
- 1987年（昭和62年）年10月 - 「ひとり暮らしや心身に障害のある高齢者のデイケア施設」として北町高齢者センターと「全市民が安い費用で健康チェックができる保健センター」を開設した。これらの施設は、市民に待ち望まれていた。また、この当時、武蔵野市は、財政力指数トップクラスとなっていた[20]。吉祥寺図書館が開館。
- 1988年（昭和63年）
  - 3月 - 吉祥寺駅北口駅前広場が完成。この広場は、初代市長の荒井源吉が取り組んで以来の懸案であった[20]。
  - 9月 - 第1回国際オルガンコンクール開催。
- 1989年（平成元年）
  - 6月 - 都立武蔵野中央公園が開園。
  - 8月20日 - 武蔵野開村百年記念花火大会が開催される。
  - 10月 - 「61年都市計画」の決定により、武蔵境駅の駅前通りショッピングモールが竣工[20]。
  - 11月 - 武蔵野総合体育館、武蔵野温水プールが完成。落成式典。
- 1990年（平成2年） - 吉祥寺・武蔵境市政センター設置。
  - 10月 - 違法駐車の防止に関する条例を制定。
- 1991年（平成3年） - 中央市政センターを設置する。
  - 10月 - 武蔵野市は、「武蔵境駅南北自由通路」を開通。「駅周辺の整備」を進めた[20]。
- 1992年（平成4年） - 子ども協会を設立。新しい子育て支援施設「0123吉祥寺」を開設[20]。
  - 10月 - 学校施設開放条例を制定し、学校を地域に開かれた教育施設と位置付けた[20]。
- 1993年（平成5年） - 第三期基本構想・長期計画（平成5 - 16年度）を策定。
  - 4月 - 第1回武蔵野桜まつり開催（武蔵野市民公園）。
  - 6月 - 「社会福祉法人が運営する障害者総合センター」を設立。「デイサービスや社会活動センターなどの機能を持つ高齢者総合センター」を開設[20]。
- 1994年（平成6年） - 自然との共生に配慮した関前公園を開園[20]。
  - 12月 - 初の市立特別養護老人ホーム（吉祥寺ナーシングホーム）を開設[20]。
- 1995年（平成7年）
  - 3月 - 千川小学校の新校舎が落成。この新校舎は、未来を見据えた設計がされている[20]。
  - 3月28日 - エフエムむさしの（むさしのFM、78.2 MHz）開局。
  - 4月 - 新・中央図書館が開館[20]。
  - 6月 - 新自転車条例を制定。自転車の放置禁止区域の指定などを定めた[20]。
  - 11月 - コミュニティバス「ムーバス」の運行が開始された。ムーバスは、ワンコインのコミュニティバスとして運行された[20]。
- 1996年（平成8年）
  - 1月、菅直人が厚生大臣に就任した後、厚生省から「国民に2兆2000億円の負担を求める介護保険制度」案が提示された。これを受け、武蔵野市は対策チームを結成。市長の土屋正忠は、学者や福祉施設の経営者、民生委員に協力をお願いし、懇談会を発足させる[21]。
  - 6月 - 桜堤ケアハウスが開設。この施設は、高齢者も学生も利用できる施設である[20]。
  - 7月 - 特別養護老人ホームゆとりえを開設。この老人ホームは、個室中心で市の社会福祉法人の運営する[20]。武蔵野三鷹ケーブルテレビ開局。
  - 9月 - 武蔵境駅北口再開発ビル「スイング」オープン[20]。全国市長会に市長が出席し、この場において「国民に2兆2000億円の負担を求める介護保険制度」案について議論がされた。市長の土屋正忠は、この介護保険制度案の是正を求める提案を行った[22]。
- 1997年（平成9年） - 『むさしのリメイク - 武蔵野市緑の基本計画』策定。この計画は、緑被率の回復をめざす緑の基本計画である[20]。
  - 9月 -市長の土屋正忠は、96年に「厚生省から出された介護保険制度案の問題点」を指摘したブックレットを、全国の市町村長や都知事、国会議員に送った。全国の市長の呼びかけで、慎重な審議が要請された。12月、介護保険制度案は、修正された上で可決されたという[23]。
- 1999年（平成11年）
  - 1月 - 市長の土屋正忠は、在宅介護サービスの充実を図るため、「テンミリオンハウス構想」を提案。「使われていない市の所有地」や「寄付された建物」を活用し、福祉施設をつくる計画を立案。土屋正忠は「高齢者が誰でも歩いて行ける距離」に福祉施設をつくることを考えていた[24]。テンミリオンハウスの第1号（川路さんち）を開設[20]。
  - 3月 - JR中央本線（三鷹駅～立川駅間）連続立体交差の工事が着工[25]。
  - 10月 - 市環境方針を策定[20]。
- 2000年（平成12年）
  - 3月 - 市役所がISO14001認証を取得。子育て支援に関する施策を円滑に進めるために、地域児童育成基本計画を策定[20]。
  - 7月 - むさしのみたか市民テレビ局放送配信開始
  - 10月 - レモンキャブの運行を開始。レモンキャブは、高齢者や障害者の移送サービスである[20]。
- 2001年（平成13年） - 仙川緑地に清流復活。武蔵野三鷹ケーブルテレビコミュニティーチャンネルでの放送開始。
  - 5月 - 子育て支援施設「0123はらっぱ」を開設[20]。
  - 6月 - 商工会館を改築[20]。
  - 10月 - アンテナショップ「麦わら帽子」オープン[26]。
  - 11月 - テンミリオンハウスあおばを開設[20]。

- 2002年（平成14年）

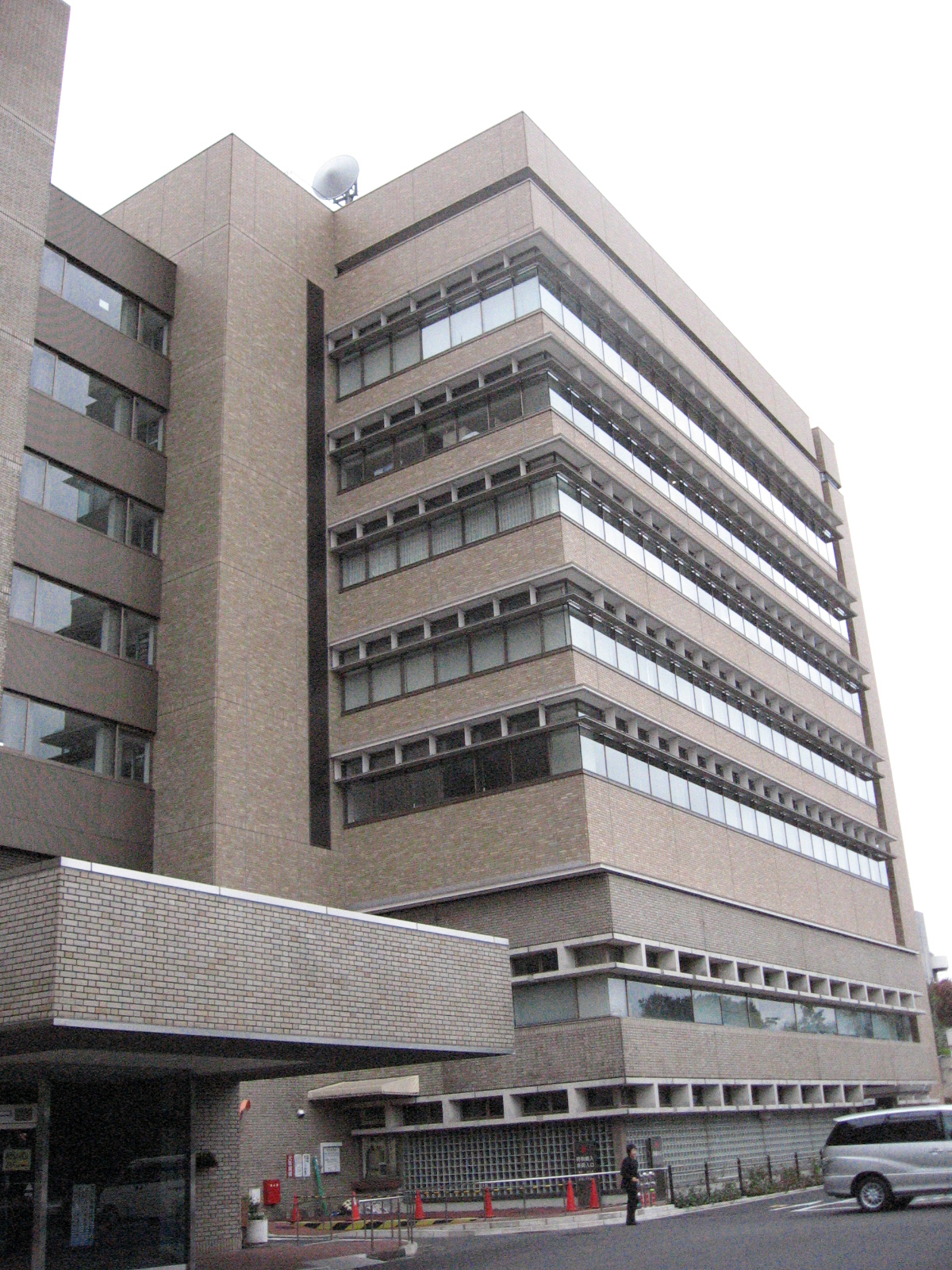
防災安全センター（市役所西棟）

  - 2月 - 武蔵野市立吉祥寺美術館オープン[20]。
  - 10月 - 「武蔵野市生活安全条例」、「武蔵野市つきまとい勧誘行為の防止及び路上宣伝行為等の適正化に関する条例」が施行される[20]。
- 2003年（平成15年） - 武蔵野三鷹地区保健衛生組合（武三保）が解散。
  - 4月 - 古瀬公園内に「松露庵」オープン[27]。
- 2004年（平成16年）
  - 4月 - 吉祥寺駅周辺を路上禁煙地区に指定[27]。
  - 10月 - 家庭ごみの有料化・戸別収集が開始される[27]。
  - 12月 第四期基本構想・長期計画（平成17 - 26年度）を策定[27]。
- 2005年（平成17年）
  - 5月 - 吉祥寺シアターオープン[27]。
  - 7月 - 三鷹駅北口、武蔵境駅周辺を路上禁煙地区に指定[27]。
  - 10月 - 邑上守正が市長に就任[27]。
- 2007年（平成19年）
  - 5月 - 市役所西棟増築完成[27]、防災安全センターが開設。
  - 11月3日 - 市制施行60周年記念式典が執り行われる。
- 2009年（平成21年）
  - 12月 - 三鷹・立川間連続鉄道立体交差事業、三鷹駅 - 国分寺駅間の上り線高架化が完了[27]（踏切撤去完了）。
- 2011年 (平成23年)
  - 3月 - 東日本大震災（東北地方太平洋沖地震）により、市役所にある本会議場の照明器具が落下するなど被害が出た[28]。
- 2017年（平成29年）
  - 10月 - 松下玲子が市長に就任。
- 2023年（令和5年）
  - 12月 - 小美濃安弘が市長に就任。

## 町名
- 吉祥寺地域 - 吉祥寺東町、吉祥寺南町、御殿山、吉祥寺本町、吉祥寺北町
- 中央地域 - 中町、西久保、緑町、八幡町
- 武蔵境地域 - 関前、境、境南町、桜堤

武蔵野市では、全域で住居表示に関する法律に基づく住居表示が実施されている。

### 吉祥寺市政センター管内
| 町名             | 町区域新設年月日 | 住居表示実施年月日 | 住居表示実施前の町名等 | 備考 |
| ---------------- | ---------------- | ------------------ | ---------------------- | ---- |
| 吉祥寺東町一丁目 | 1962年4月1日     | 1963年5月1日       | 吉祥寺東町1の全部      |      |
| 吉祥寺東町二丁目 | 1962年4月1日     | 1963年5月1日       | 吉祥寺東町2の全部      |      |
| 吉祥寺東町三丁目 | 1962年4月1日     | 1963年5月1日       | 吉祥寺東町3の全部      |      |
| 吉祥寺東町四丁目 | 1962年4月1日     | 1963年5月1日       | 吉祥寺東町4の全部      |      |
| 吉祥寺南町一丁目 | 1962年4月1日     | 1964年9月1日       | 吉祥寺南町1の全部      |      |
| 吉祥寺南町二丁目 | 1962年4月1日     | 1964年9月1日       | 吉祥寺南町2の全部      |      |
| 吉祥寺南町三丁目 | 1962年4月1日     | 1964年9月1日       | 吉祥寺南町3の全部      |      |
| 吉祥寺南町四丁目 | 1962年4月1日     | 1964年9月1日       | 吉祥寺南町4の全部      |      |
| 吉祥寺南町五丁目 | 1962年4月1日     | 1964年9月1日       | 吉祥寺南町5の全部      |      |
| 吉祥寺本町一丁目 | 1962年4月1日     | 1964年2月1日       | 吉祥寺本町1の全部      |      |
| 吉祥寺本町二丁目 | 1962年4月1日     | 1964年2月1日       | 吉祥寺本町2の全部      |      |
| 吉祥寺本町三丁目 | 1962年4月1日     | 1964年2月1日       | 吉祥寺本町3の全部      |      |
| 吉祥寺本町四丁目 | 1962年4月1日     | 1964年2月1日       | 吉祥寺本町4の全部      |      |
| 吉祥寺北町一丁目 | 1962年4月1日     | 1963年5月1日       | 吉祥寺北町1の全部      |      |
| 吉祥寺北町二丁目 | 1962年4月1日     | 1963年5月1日       | 吉祥寺北町2の全部      |      |
| 吉祥寺北町三丁目 | 1962年4月1日     | 1963年5月1日       | 吉祥寺北町3の全部      |      |
| 吉祥寺北町四丁目 | 1962年4月1日     | 1963年5月1日       | 吉祥寺北町4の全部      |      |
| 吉祥寺北町五丁目 | 1962年4月1日     | 1963年5月1日       | 吉祥寺北町5の全部      |      |
| 御殿山一丁目     | 1962年4月1日     | 1964年5月1日       | 御殿山1の全部          |      |
| 御殿山二丁目     | 1962年4月1日     | 1964年5月1日       | 御殿山2の全部          |      |

### 中央市政センター管内
| 町名         | 町区域新設年月日 | 住居表示実施年月日 | 住居表示実施前の町名等 | 備考 |
| ------------ | ---------------- | ------------------ | ---------------------- | ---- |
| 中町一丁目   | 1962年4月1日     | 1963年9月1日       | 中町1の全部            |      |
| 中町二丁目   | 1962年4月1日     | 1963年9月1日       | 中町2の全部            |      |
| 中町三丁目   | 1962年4月1日     | 1963年9月1日       | 中町3の全部            |      |
| 西久保一丁目 | 1962年4月1日     | 1965年3月1日       | 西久保1の全部          |      |
| 西久保二丁目 | 1962年4月1日     | 1965年3月1日       | 西久保2の全部          |      |
| 西久保三丁目 | 1962年4月1日     | 1965年3月1日       | 西久保3の全部          |      |
| 緑町一丁目   | 1962年4月1日     | 1965年4月1日       | 緑町1の全部            |      |
| 緑町二丁目   | 1962年4月1日     | 1965年4月1日       | 緑町2の全部            |      |
| 緑町三丁目   | 1962年4月1日     | 1965年4月1日       | 緑町3の全部            |      |
| 八幡町一丁目 | 1962年4月1日     | 1966年9月1日       | 八幡町1の全部          |      |
| 八幡町二丁目 | 1962年4月1日     | 1966年9月1日       | 八幡町2の全部          |      |
| 八幡町三丁目 | 1962年4月1日     | 1966年9月1日       | 八幡町3の全部          |      |
| 八幡町四丁目 | 1962年4月1日     | 1966年9月1日       | 八幡町4の全部          |      |

### 武蔵境市政センター管内
| 町名         | 町区域新設年月日 | 住居表示実施年月日 | 住居表示実施前の町名等 | 備考 |
| ------------ | ---------------- | ------------------ | ---------------------- | ---- |
| 関前一丁目   | 1962年4月1日     | 1966年9月1日       | 関前1の全部            |      |
| 関前二丁目   | 1962年4月1日     | 1966年9月1日       | 関前2の全部            |      |
| 関前三丁目   | 1962年4月1日     | 1966年9月1日       | 関前3の全部            |      |
| 関前四丁目   | 1962年4月1日     | 1966年9月1日       | 関前4の全部            |      |
| 関前五丁目   | 1962年4月1日     | 1966年9月1日       | 関前5の全部            |      |
| 境一丁目     | 1962年4月1日     | 1965年9月1日       | 境1の全部              |      |
| 境二丁目     | 1962年4月1日     | 1965年9月1日       | 境2の全部              |      |
| 境三丁目     | 1962年4月1日     | 1965年9月1日       | 境3の全部              |      |
| 境四丁目     | 1962年4月1日     | 1965年9月1日       | 境4の全部              |      |
| 境五丁目     | 1962年4月1日     | 1965年9月1日       | 境5の全部              |      |
| 境南町一丁目 | 1962年4月1日     | 1966年4月1日       | 境南町1の全部          |      |
| 境南町二丁目 | 1962年4月1日     | 1966年4月1日       | 境南町2の全部          |      |
| 境南町三丁目 | 1962年4月1日     | 1966年4月1日       | 境南町3の全部          |      |
| 境南町四丁目 | 1962年4月1日     | 1966年4月1日       | 境南町4の全部          |      |
| 境南町五丁目 | 1962年4月1日     | 1966年4月1日       | 境南町5の全部          |      |
| 桜堤一丁目   | 1962年4月1日     | 1966年4月1日       | 桜堤1の全部            |      |
| 桜堤二丁目   | 1962年4月1日     | 1966年4月1日       | 桜堤2の全部            |      |
| 桜堤三丁目   | 1962年4月1日     | 1966年4月1日       | 桜堤3の全部            |      |

## 人口
| |                                          |  |
| 武蔵野市と全国の年齢別人口分布（2005年） | 武蔵野市の年齢・男女別人口分布（2005年） |  |
| ■紫色 ― 武蔵野市 ■緑色 ― 日本全国 | ■青色 ― 男性 ■赤色 ― 女性                |  |
| 武蔵野市（に相当する地域）の人口の推移 \| 1970年（昭和45年） \| 136,959人 \| \| \| 1975年（昭和50年） \| 139,508人 \| \| \| 1980年（昭和55年） \| 136,910人 \| \| \| 1985年（昭和60年） \| 138,783人 \| \| \| 1990年（平成2年） \| 139,077人 \| \| \| 1995年（平成7年） \| 135,051人 \| \| \| 2000年（平成12年） \| 135,746人 \| \| \| 2005年（平成17年） \| 137,525人 \| \| \| 2010年（平成22年） \| 138,734人 \| \| \| 2015年（平成27年） \| 144,730人 \| \| \| 2020年（令和2年） \| 150,149人 \| \| |                                          |  |
| 総務省統計局 国勢調査より |                                          |  |
| 1970年（昭和45年） | 136,959人                                |  |
| 1975年（昭和50年） | 139,508人                                |  |
| 1980年（昭和55年） | 136,910人                                |  |
| 1985年（昭和60年） | 138,783人                                |  |
| 1990年（平成2年） | 139,077人                                |  |
| 1995年（平成7年） | 135,051人                                |  |
| 2000年（平成12年） | 135,746人                                |  |
| 2005年（平成17年） | 137,525人                                |  |
| 2010年（平成22年） | 138,734人                                |  |
| 2015年（平成27年） | 144,730人                                |  |
| 2020年（令和2年） | 150,149人                                |  |

### 昼夜間人口
2005年時点の夜間人口（居住者）は137,513人であるが、市外からの通勤者と通学者および居住者のうちの市内に昼間残留する人口の合計である昼間人口は154,448人で、昼は夜の1.123倍の人口になる。通勤者・通学者で見ると、市内から市外へ出る通勤者は43,049人、市外から市内へ入る通勤者は49,933人と、通勤者ではの流入が流出よりやや多い程度であるが、市内から市外に出る通学者は7,820人、市外から市内へ入る通学者は17,871人と、通学者では流入が流出の2倍以上多くなっている。

### 広域行政
- 西東京、三鷹、小金井、および本市の4市で、公共施設の共同利用を行っている。
- 東京都六市競艇事業組合 - 八王子、昭島、調布、町田、小金井、および本市の6市で江戸川競艇を開催している。
- 東京都十一市競輪事業組合 - 八王子、青梅、昭島、調布、町田、小金井、小平、日野、東村山、国分寺、および本市の11市で京王閣競輪を開催している。

## 行政・議会

### 首長
- 市長 - 小美濃 安弘（おみの やすひろ） - 2023年（令和5年）12月24日当選（無所属）。任期満了日は2027年（令和9年）12月23日。
- 副市長  - 伊藤 英穂（いとう ひでほ） - 2022年（令和4年）4月1日就任。任期満了日は2026年（令和8年）3月31日。
- 副市長 - 恩田 秀樹（おんだ ひでき） - 2021年（令和3年）12月12日就任。任期満了日は2025年（令和7年）12月11日。

#### 歴代首長

##### 村長
- 三井謙太郎 1889年5月〜1898年？月
- 池田八右衛門 1898年?月〜1899年？月
- 井野久太郎 1899年？月〜1900年5月
- 秋本喜七 1900年5月〜1913年7月
- 高橋亀三郎 1913年7月〜1921年7月
- 秋本録之助　1921年8月〜1928年10月

##### 町長
- 秋本録之助 1928年11月〜1939年2月
- 秋本敏男 1939年4月〜1941年4月
- 井野米次郎 1941年5月〜1946年11月
- 荒井源吉 1947年4月〜1947年11月

#### 市長
| 代 | 氏名       | 就任年月日                | 退任年月日                | 備考 |
| -- | ---------- | ------------------------- | ------------------------- | --- |
| 1  | 荒井源吉   | 1947年（昭和22年）11月3日 | 1963年（昭和38年）4月     | 武蔵野町の市制施行に伴い、1947年（昭和22年）11月2日に武蔵野町長を退任し、翌11月3日、武蔵野市長に就任する。在任期間は4期15年6か月。 |
| 2  | 後藤喜八郎 | 1963年（昭和38年）5月     | 1979年（昭和54年）4月     | 在任期間は4期16年。 |
| 3  | 藤元政信   | 1979年（昭和54年）5月     | 1983年（昭和58年）4月     | 在任期間は1期4年。 |
| 4  | 土屋正忠   | 1983年（昭和58年）5月     | 2005年（平成17年）8月     | 在任期間は6期22年4か月。6期目の任期満了を待たず、衆議院選挙立候補に向けて辞任。                                                    |
| 5  | 邑上守正   | 2005年（平成17年）10月9日 | 2017年（平成29年）10月8日 | 在任期間は3期12年。 |
| 6  | 松下玲子   | 2017年（平成29年）10月9日 | 2023年（令和5年）11月30日 | 在任期間は2期6年1か月。2期目の任期満了を待たず、衆議院選挙立候補に向けて辞任。                                                     |
| 7  | 小美濃安弘 | 2023年（令和5年）12月25日 | （現職）                  | 1期目。任期満了日は2027年（令和9年）12月。                                                                                         |

### 東京都議会
2025年東京都議会議員選挙
- 選挙区：武蔵野市選挙区
- 定数：1人
- 任期：2025年7月23日 - 2029年7月22日
- 投票日：2025年6月22日
- 当日有権者数：121,058人
- 投票率：50.02％

| 候補者名   | 当落 | 年齢 | 所属党派   | 新旧別 | 得票数   |
| ---------- | ---- | ---- | ---------- | ------ | -------- |
| 笹岡裕子   | 当   | 39   | 無所属     | 新     | 23,404票 |
| 東真理子   | 落   | 59   | 自由民主党 | 現     | 20,027票 |
| 松井隆雄   | 落   | 50   | 国民民主党 | 新     | 11,599票 |
| 尾花山和哉 | 落   | 42   | 再生の道   | 新     | 4,727票  |

2024年東京都議会議員補欠選挙
- 選挙区：武蔵野市選挙区
- 定数：1人
- 投票日：2024年11月17日
- 当日有権者数：123,515人
- 投票率：34.93％

| 候補者名   | 当落 | 年齢 | 所属党派   | 新旧別 | 得票数   |
| ---------- | ---- | ---- | ---------- | ------ | -------- |
| 東真理子   | 当   | 58   | 自由民主党 | 新     | 22,153票 |
| 千葉めぐみ | 落   | 38   | 立憲民主党 | 新     | 20,331票 |

2021年東京都議会議員選挙
- 選挙区：武蔵野市選挙区
- 定数：1人
- 投票日：2021年7月4日
- 当日有権者数：122,844人
- 投票率：47.62％

| 候補者名   | 当落 | 年齢 | 所属党派           | 新旧別 | 得票数   | 備考                |
| ---------- | ---- | ---- | ------------------ | ------ | -------- | ------------------- |
| 五十嵐衣里 | 当   | 37   | 立憲民主党         | 新     | 26,878票 | 2024年10月4日に辞職 |
| 鈴木邦和   | 落   | 32   | 都民ファーストの会 | 現     | 14,751票 |                     |
| 土屋ゆう子 | 落   | 51   | 自由民主党         | 新     | 14,706票 |                     |
| 遠藤史啓   | 落   | 35   | テレビ改革党       | 新     | 1,229票  |                     |

2017年東京都議会議員選挙
- 選挙区：武蔵野市選挙区
- 定数：1人
- 投票日：2017年7月2日
- 当日有権者数：120,732人
- 投票率：54.28％

| 候補者名 | 当落 | 年齢 | 所属党派           | 新旧別 | 得票数   |
| -------- | ---- | ---- | ------------------ | ------ | -------- |
| 鈴木邦和 | 当   | 28   | 都民ファーストの会 | 新     | 27,515票 |
| 松下玲子 | 落   | 46   | 民進党             | 元     | 22,493票 |
| 島崎義司 | 落   | 51   | 自由民主党         | 現     | 14,443票 |

### 衆議院
- 選挙区：東京18区 （武蔵野市、小金井市、西東京市）
- 任期：2024年10月27日 - 2028年10月26日
- 投票日：2024年10月27日
- 当日有権者数：399,175人
- 投票率：60.13％

| 当落 | 候補者名   | 年齢 | 所属党派   | 新旧別 | 得票数   | 重複 |
| ---- | ---------- | ---- | ---------- | ------ | -------- | ---- |
| 当   | 福田かおる | 39   | 自由民主党 | 新     | 99,002票 | ○    |
| 比当 | 松下玲子   | 54   | 立憲民主党 | 新     | 96,820票 | ○    |
|      | 徳永由紀子 | 47   | 参政党     | 新     | 19,496票 |      |
|      | 樋口亮     | 37   | 日本共産党 | 新     | 18,512票 |      |

## 公共機関

### 検察庁
- 武蔵野区検察庁

### 警察
- 警視庁武蔵野警察署

### 消防
- 東京消防庁武蔵野消防署（吉祥寺北町4-6-1）特別救助隊・救急隊1
  - 武蔵境出張所（境南町1-26-38）救急隊1
  - 吉祥寺出張所（吉祥寺東町1-1-21）特別消火中隊・救急隊1

### 医療
市内の医療機関の多くは「武蔵野市医師会」に所属している。
休日・夜間における診療は下記に挙げる救急指定病院のほか、輪番制にて地域の病院が担当する。
東京都の二次医療圏として、武蔵野市のほか、三鷹市、府中市、調布市、小金井市、狛江市を含む、北多摩南部保健医療圏に属する。

#### 救急指定病院
市内に所在する救急告示医療機関として、以下の5病院が指定されている。

##### 二次救急
- 吉祥寺南病院
- 武蔵野陽和会病院
- 森本病院
- 吉方病院

##### 二次救急及び三次救急
- 武蔵野赤十字病院

##### 同じ二次医療圏内に所在する三次救急病院
北多摩南部保健医療圏内の三次救急病院として、以下の2病院がある。
太字は高度救命救急センターを表す。
- 杏林大学医学部付属病院（三鷹市）
- 東京都立多摩総合医療センター（府中市）

#### 医師会関連施設
- 武蔵野市医師会館
- 臨床検査センター
- 武蔵野健康開事業団

### 上水道
市営水道をもつ。市内の井戸水と利根川水系から水資源機構が管理する武蔵水路を経由して供給される河川水を利用している。
給水は市町村の事業であるが、多摩地域では多くの自治体が東京都水道局に委託している。独自で行っているのは、武蔵野市と昭島市、羽村市、檜原村の4市村だけである。
市内にある境浄水場は東京都水道局のもので、本市の給水には直接は関与しない。

### ゴミ処理
武蔵野市役所と野球場の間に、武蔵野市クリーンセンターがある。
2004年（平成16年）10月からゴミ出しは指定袋で行われるようになった。

### 郵政
- 武蔵野郵便局（ゆうちょ銀行武蔵野店を併設）など

### 裁判所
- 武蔵野簡易裁判所

## 文化施設

### 公園
- 東京都立井の頭恩賜公園 - 三鷹市にもまたがる。
  - 井の頭自然文化園 - 井の頭恩賜公園の中にある動物園。
  - 井の頭自然文化園付属水生物館
  - 井の頭公園内北村西望彫刻館 - 平和祈念像の原型がある。
- 東京都立武蔵野中央公園 - 旧中島飛行機武蔵製作所跡。
- 武蔵野市民公園（市役所に隣接）
- グリーンパーク遊歩道 - 旧中島飛行機引込線および旧国鉄武蔵野競技場線跡。
- 東京都立小金井公園（一部が武蔵野市）

### 図書館
- 武蔵野市立図書館
  - 武蔵野市立中央図書館
  - 武蔵野市立吉祥寺図書館
  - 武蔵野プレイス

### スポーツ施設

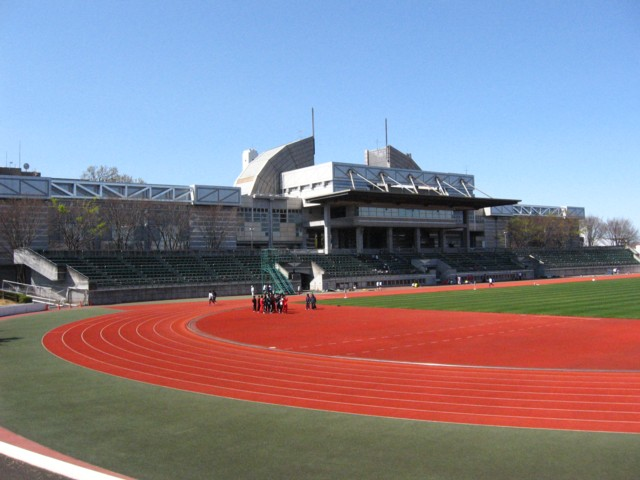
総合体育館と陸上競技場

- 武蔵野市立武蔵野陸上競技場
- 武蔵野総合体育館
- 武蔵野市営プール（夏季）
- 武蔵野温水プール
- 武蔵野軟式野球場
- 武蔵野庭球場（テニスコート）
- 武蔵野中央公園スポーツ広場
- 境冒険遊び場公園武蔵野市プレーパーク

### その他
- 武蔵野市民文化会館（ARTE-アルテ）
- 武蔵野公会堂（パープルホール）
- 武蔵野芸能劇場
- 武蔵野スイングホール（スイングビルに併設）
- 吉祥寺シアター
- 武蔵野市立吉祥寺美術館（F&Fビル内）
- 松露庵
- 武蔵野市民会館
- 武蔵野プレイス
- 武蔵野ふるさと歴史館
- 旧赤星鉄馬邸（前カトリック・ナミュール・ノートルダム修道女会東京修道院） - 建物は現在市が取得している[34][35][36]。登録有形文化財（建造物）。

## 住宅関連

### 大規模マンション
- パークシティ武蔵野桜堤
- 武蔵野タワーズスカイクロスタワー
- 桜堤庭園フェイシア
- 武蔵野ガレリアルーチェテラッツァ
- 武蔵野タワーズスカイゲートタワー
- プラウドシティ武蔵野三鷹フロントコート
- 桜堤庭園テラス
- 吉祥寺レジデンシア
- デライトシティブレスコート
- クラルテ武蔵野
- シティテラス武蔵境
- 吉祥寺御殿山ハウス
- 武蔵野ビューハイツ
- ルネ吉祥寺
- テラス武蔵野中町
- デライトシティサンライトコート
- グローリオ吉祥寺本町
- ザ・パークハウス武蔵野中町
- ザ・パークハウス武蔵野
- 武蔵野中町スカイハイツ
- グローリア初穂武蔵境
- グランプレオ武蔵野
- 井の頭公園パークハウス吉祥寺南町
- 武蔵野ガレリアヴェルデテラッツァ
- 武蔵野コーポラス
- 武蔵境スカイハイツ
- イトーピア武蔵野ブランマーク
- シティハウス吉祥寺北町
- デライトシティ
- ダイアパレス吉祥寺
- クリオレミントンハウス武蔵野
- 武蔵境ビューハイツ
- ファインスクェア武蔵野テラス
- ファインスクェア武蔵野リアン

### 住宅団地
- サンヴァリエ桜堤（旧桜堤団地）
- パークシティ武蔵野桜堤 桜景邸
- 武蔵野グリーンパーク - 武蔵野グリーンパーク野球場（東京スタディアム）跡
  - 武蔵野緑町パークタウン （旧住宅・都市整備公団）、建替え、1998年、旧武蔵野緑町団地、緑町、1957年）
  - 武蔵野団地（東京都建築局、東京都、準郊外団地、1954年）
  - 都営武蔵野緑町二丁目第2アパート（緑町、1997年）
  - 都営武蔵野緑町二丁目アパート（緑町、1985年-1989年）
  - 都営武蔵野アパート（緑町、1953年）
  - 都営武蔵野緑町二丁目第3アパート（緑町、2003年-2007年）
- 吉祥寺野田北団地（吉祥寺北町 市街地住宅 賃貸57 1962年 現存 譲渡返還）
- 都営吉祥寺北町一丁目アパート（吉祥寺北町、1983年）
- 都営吉祥寺北町四丁目アパート（吉祥寺北町、1976年）
- 都営吉祥寺北町四丁目第2アパート（吉祥寺北町、1977年）
- 都営吉祥寺北町四丁目第3アパート（吉祥寺北町、1980年）
- 都営吉祥寺北町四丁目第4アパート（吉祥寺北町、1987年）
- 都営吉祥寺北町五丁目アパート（吉祥寺北町、1973年）
- 都営吉祥寺東町四丁目アパート（吉祥寺東町、1994年-1996年）
- 都営吉祥寺南町三丁目アパート（吉祥寺南町、1991年）
- 都営境一丁目アパート（境、1981年）
- 都営境二丁目アパート（境、1976年）
- 都営境五丁目アパート（境、1978年-1982年）
- 都営境南町一丁目アパート（境南町、1980年）
- 都営境南町三丁目アパート（境南町、1974年）
- 都営西久保一丁目アパート（西久保、1987年）
- 都営西久保三丁目アパート（西久保、1968年-1969年）
- 都営関前四丁目アパート（関前、1977年）
- 都営武蔵野八幡町四丁目アパート（八幡町、1989年-1990年）

## 経済

### 産業
- 第三次産業が中心の都市である。

#### 主な企業
吉祥寺北町
- サイエンスSARU（アニメーション制作）
- STUDIO 4℃（アニメーション制作）
- G clef

吉祥寺東町
- ウェーブ（模型メーカー）
- エー・シー・ジー・ティー（アニメーション制作）
- スタジオ・ザイン（アニメーション制作）
- 博士.com（博士ドットコム、博士コム、取材広告代理事業やインターネット戦略コンサルティング）

吉祥寺本町
- ガイナ（アニメーション制作）
- シンソフィア（ゲーム開発）
- ディー・エヌ・ケー（中央高等学院などを運営）
- トーシンパートナーズ - 本社
- 永谷商事
- Marvy Jack（アニメーション制作）
- 日本マイクロニクス（英:MICRONICS JAPAN Co., LTD.、通称：MJC、プローブカードメーカー）
- ハウスリンクマネジメント（不動産会社）
- 有限会社マツモト（松本平太郎美容室）
- シンソフィア

吉祥寺南町
- インディーズゼロ（ゲーム開発）
- コアミックス（出版）
- スタジオディーン（アニメーション制作）
- ドリームプロダクション
- ナガセ - 本社
- ラパントラック（アニメーション制作）
- フジテック（エアコンやリフォーム）

境南町
- オレンジ（アニメーション制作）
- スタジオポノック（アニメーション制作）
- バルミューダ

境
- CKデザイン（オートバイメーカー）
- ジェー・シー・スタッフ（アニメーション制作）
- 未来技研（配線および配管機材の製造販売）
- キャラズ（キャラクターの開発・育成）
- SFPホールディングス（英: SFP Holdings Co.,Ltd.、「鳥良商店」「磯丸水産」などの居酒屋を運営）
- Phoenixx（ゲームパブリッシャー）

中町
- IGポート - 本社
  - ウィットスタジオ（アニメーション制作）
  - シグナル・エムディ（アニメーション制作）
  - プロダクション・アイジー（アニメーション制作）

- アプリス - 本社
- SILVER LINK.（アニメーション制作）
- Seven Arcs（アニメーション制作）
- 颱風グラフィックス（アニメーション制作）
- タツノコプロ（アニメーション制作）
- 松屋フーズ - 本社
- 横河電機 - 本社
- フライミー（英表記：FLYMEe Inc.、日本最大級の家具・インテリア通販サイト「FLYMEe（フライミー）」の運営）

西久保
- 飯田グループホールディングス - 本社
- すかいらーく - 本社

桜堤
- 日本鉄道マーケティング（マーケティング等）

緑町
- 日本電信電話（持株会社） - 武蔵野研究開発センター

## 教育
武蔵野市教育委員会では、みなみらんぼうが2000年11月から2012年10月まで委員を務めていた。

### 幼稚園
私立
- 樫の実幼稚園（吉祥寺東町）
- 武蔵野相愛幼稚園（吉祥寺南町）
- すみれ幼稚園（吉祥寺本町）
- 武蔵野中央幼稚園（吉祥寺北町）
- 武蔵野中央第二幼稚園（吉祥寺北町）
- けやき幼稚園（西久保）
- 聖泉幼稚園（西久保）
- みやま幼稚園（緑町）
- 武蔵野東第一幼稚園（関前）
- 武蔵野東第二幼稚園（関前）
- 栄光乃園幼稚園（境）
- 聖徳幼稚園（境南町）

### 認定こども園
- 境こども園（境）

### 小学校
市立
第一小学校〜第五小学校は、便宜上「武蔵野第○小学校」と呼ぶことがある。

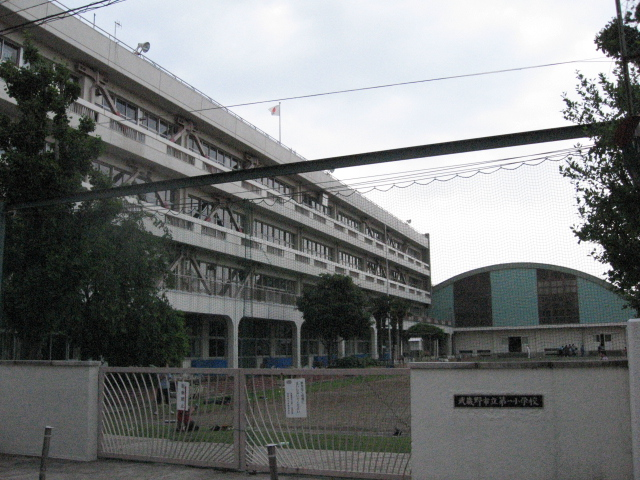
武蔵野市立第一小学校（吉祥寺本町）
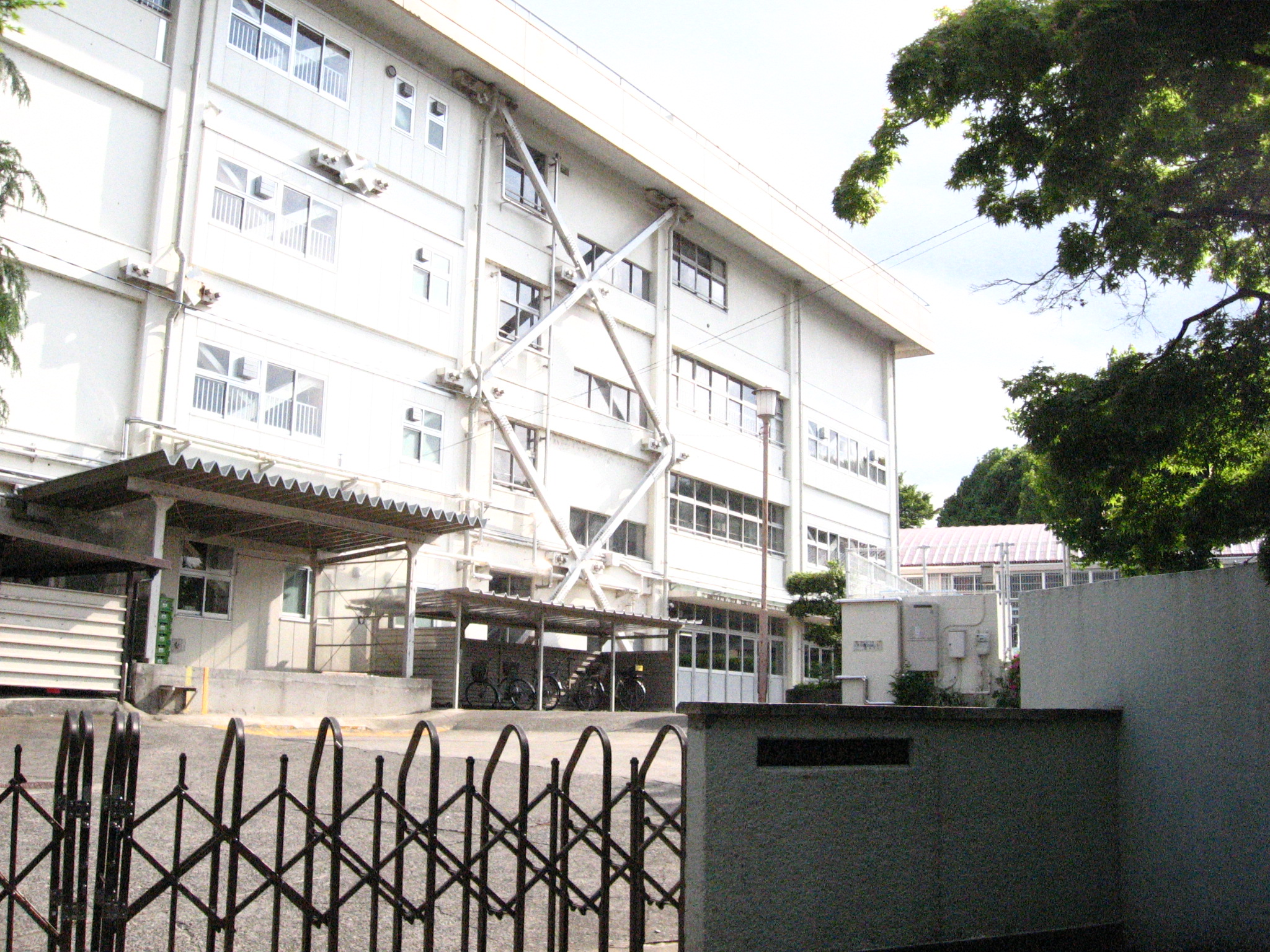
武蔵野市立第二小学校（境）
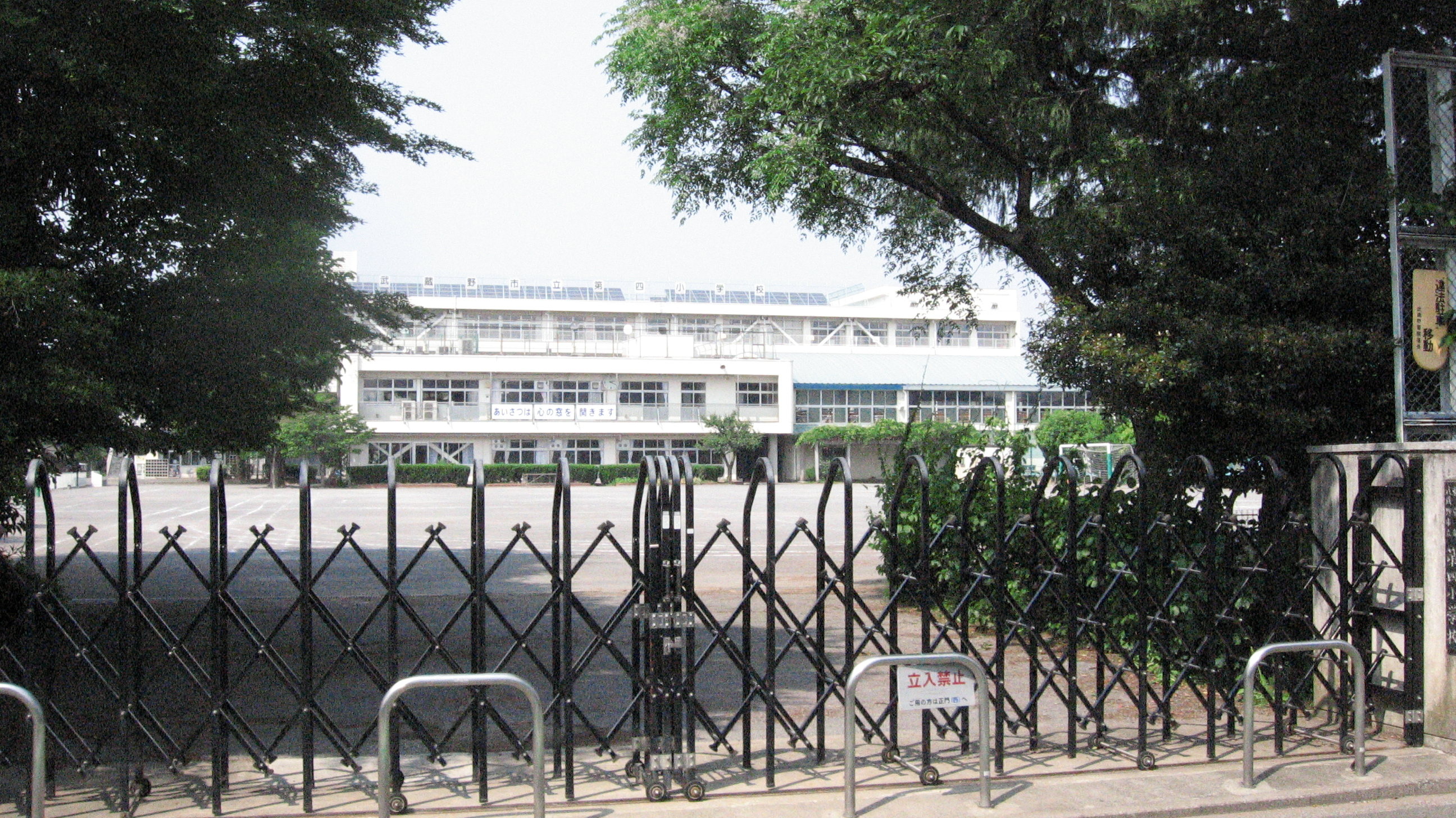
武蔵野市立第三小学校（吉祥寺南町）
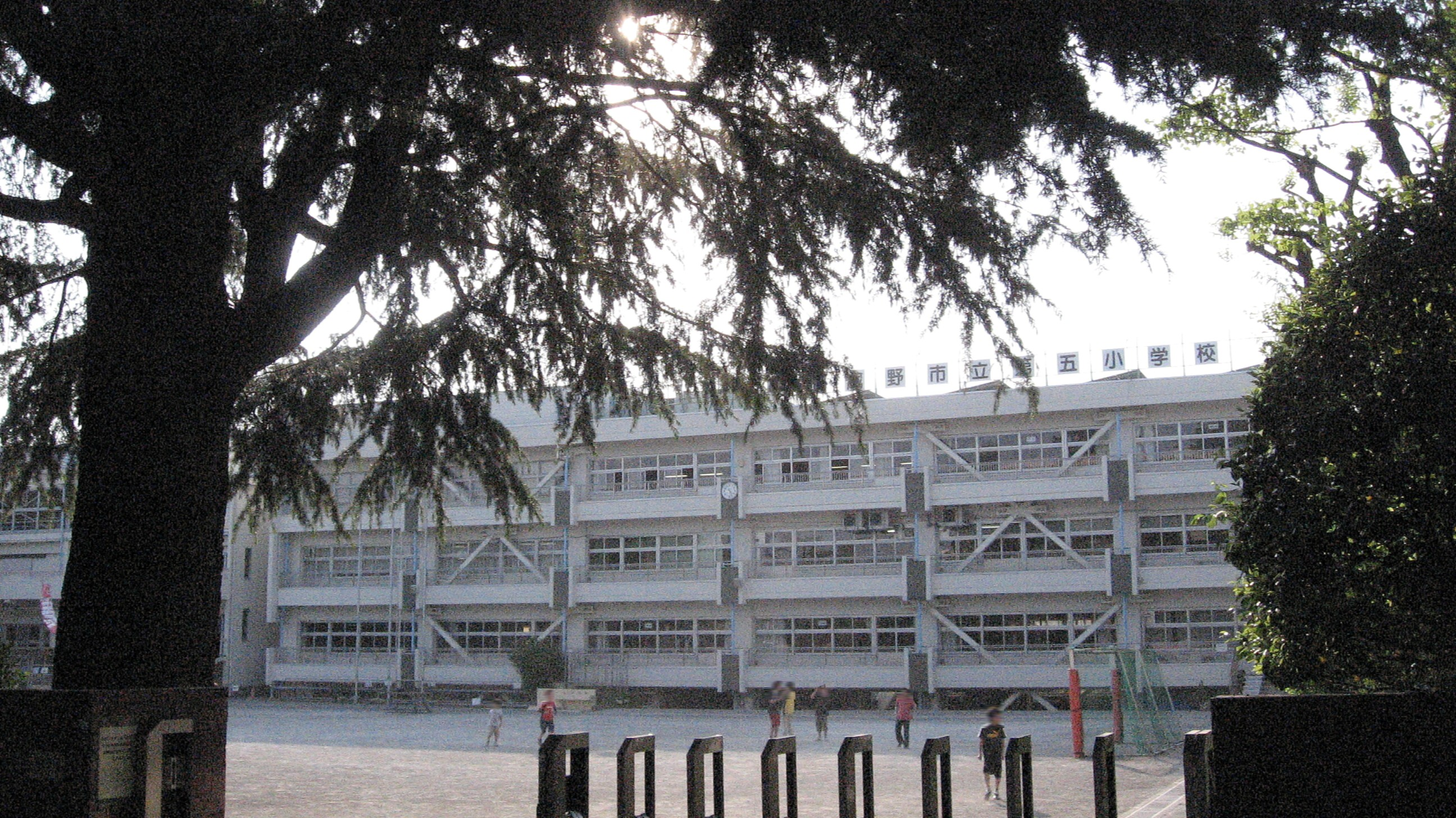
武蔵野市立第四小学校（吉祥寺北町）
- 武蔵野市立第五小学校（関前）
- 武蔵野市立大野田小学校（吉祥寺北町）
- 武蔵野市立境南小学校（境南町）
- 武蔵野市立本宿小学校（吉祥寺東町）
- 武蔵野市立千川小学校（八幡町）
- 武蔵野市立井之頭小学校（吉祥寺本町）
- 武蔵野市立関前南小学校（関前）
- 武蔵野市立桜野小学校（桜堤）- 境北小学校と桜堤小学校が統合。校舎は旧境北小のものを使用。

私立
- 武蔵野東小学校 - 中学校は小金井市にある。
- 聖徳学園小学校
- 成蹊小学校

### 中学校
都立
- 東京都立武蔵高等学校附属中学校※中高併設

市立
本市の場合、正式名称は「武蔵野市立武蔵野第○中学校」ではなく「武蔵野市立第○中学校」となる。便宜上「武蔵野第○中学校」と呼ぶこともある。

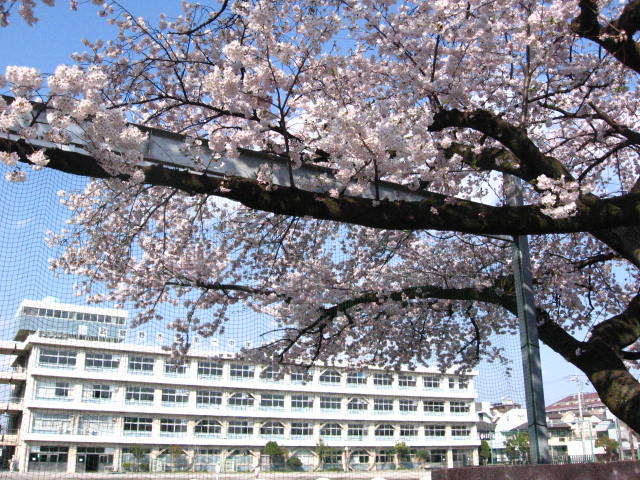
武蔵野市立第一中学校（中町）
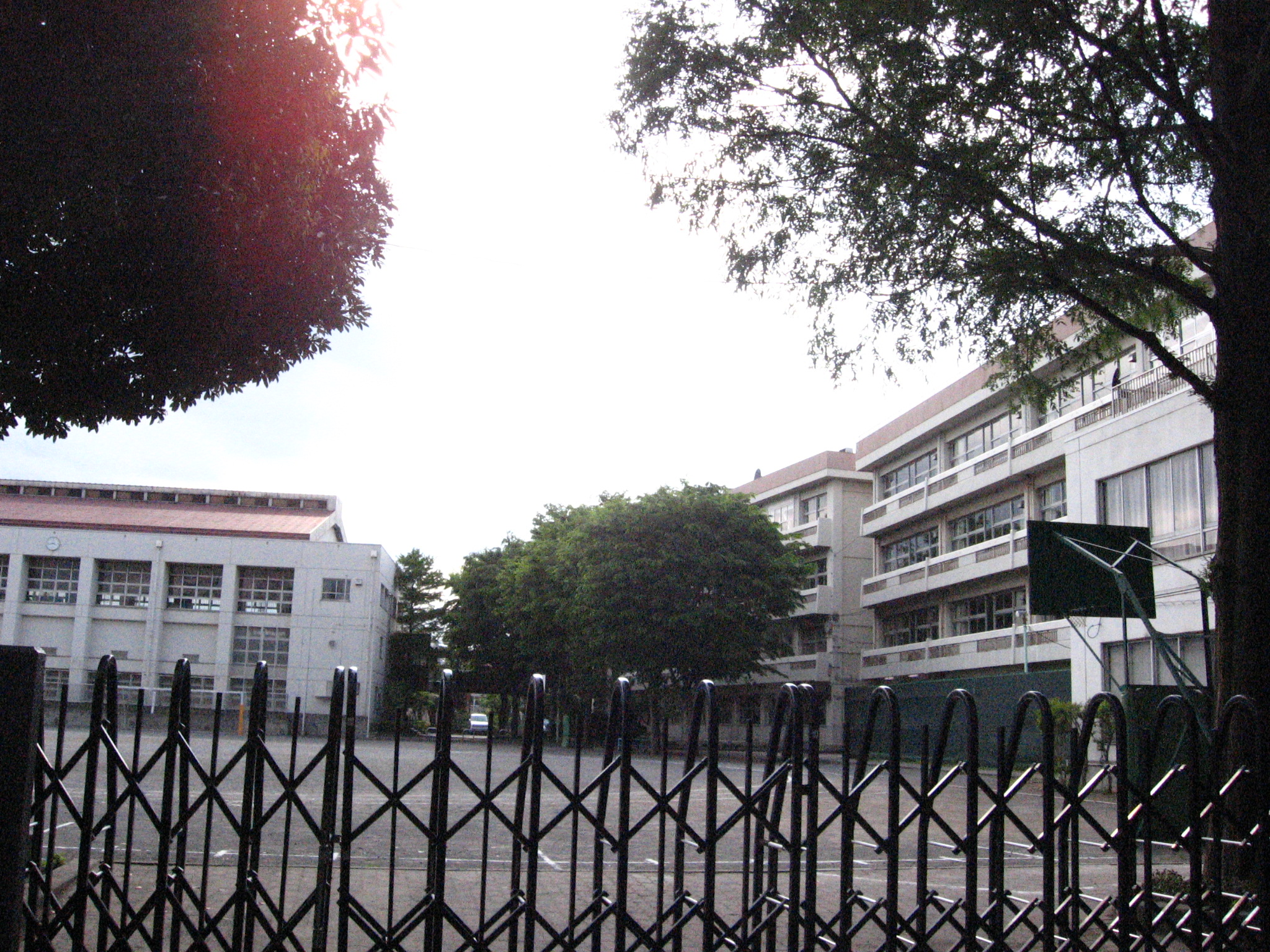
武蔵野市立第二中学校（桜堤）
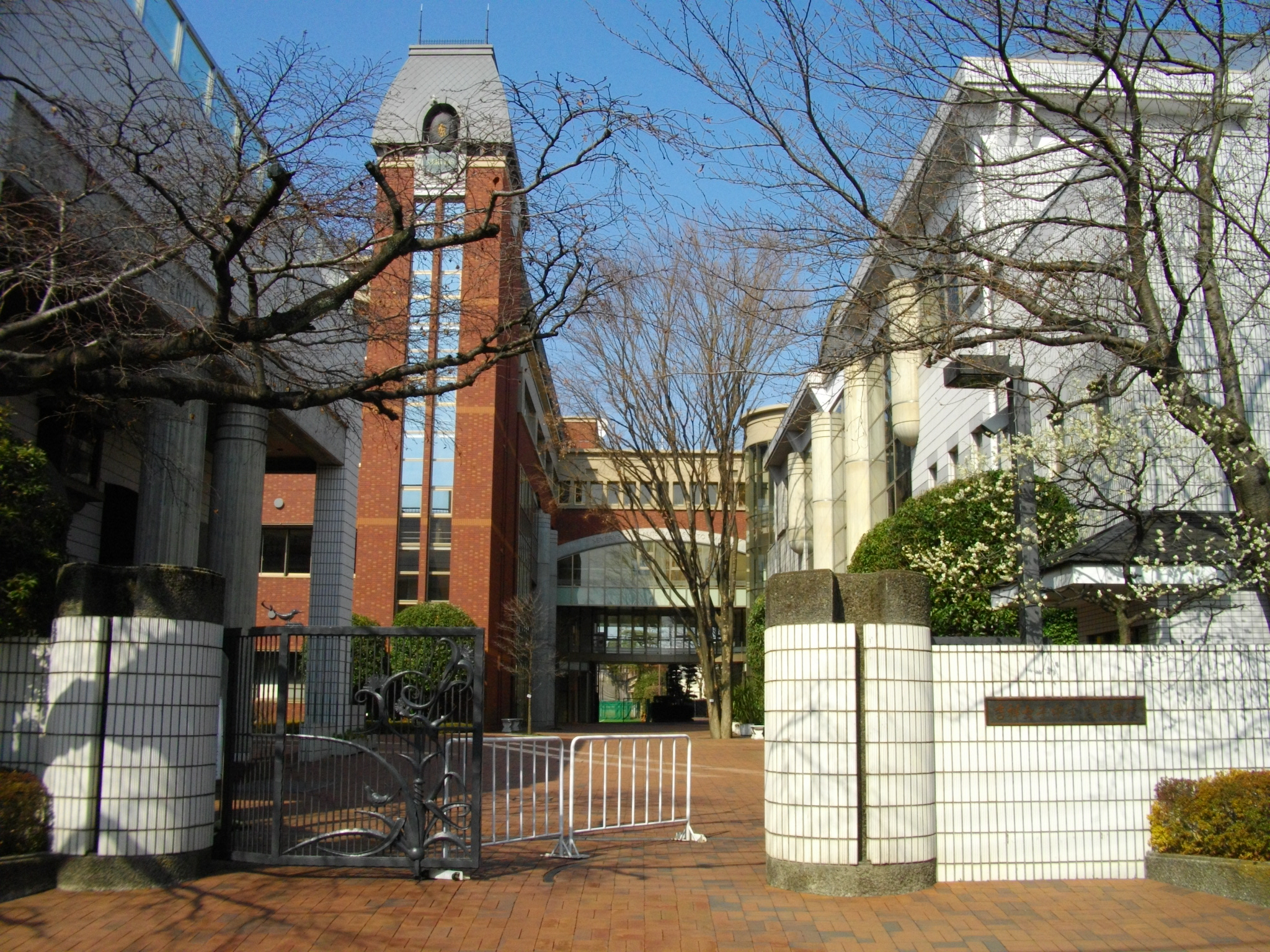
武蔵野市立第三中学校（吉祥寺東町）
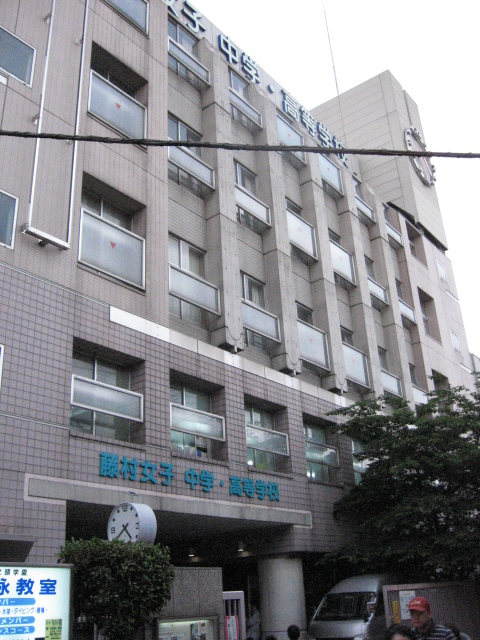
藤村女子中学高校

- 武蔵野市立第四中学校（吉祥寺北町）
- 武蔵野市立第五中学校（関前）
- 武蔵野市立第六中学校（境）

私立
- 女子校
  - 吉祥女子中学校※中高併設
  - 藤村女子中学校※中高併設
- 共学校
  - 聖徳学園中学校※中高併設 - 1991年に関東高校から改称した。
  - 成蹊中学校※中高併設

※法政大学第一中学校は2007年度をもって共学制に移行、同時に三鷹市に移転。

### 高等学校
都立

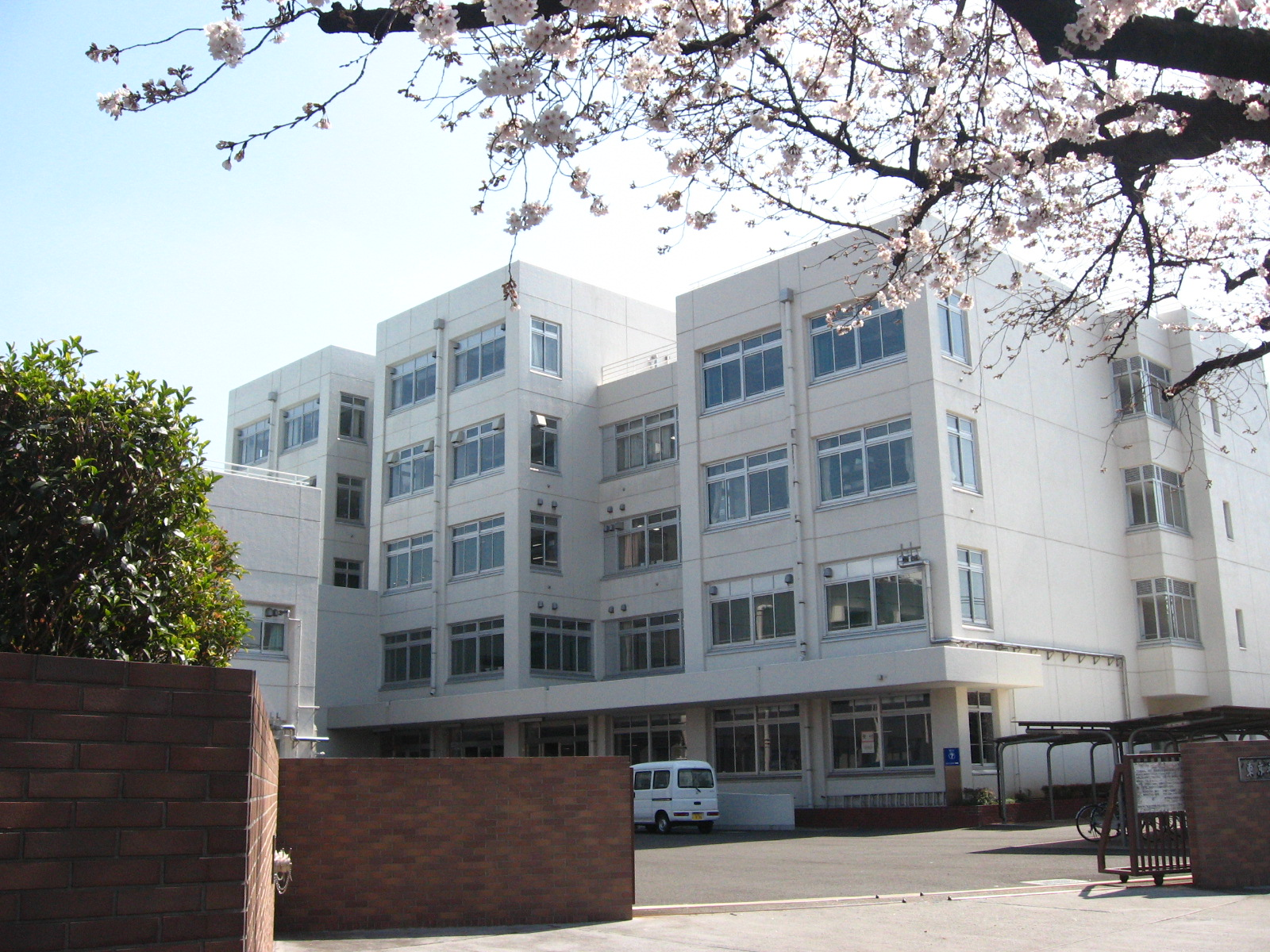
武蔵野北高等学校

- 東京都立武蔵高等学校※中高併設 - 「武蔵野高等学校」ではない。平成20年度より中学校を併設し、中高一貫校となる。
- 東京都立武蔵野北高等学校

私立
- 女子校
  - 吉祥女子高等学校※中高併設
  - 藤村女子高等学校※中高併設
- 共学校
  - 聖徳学園高等学校 ※中高併設- 1991年に関東高校から改称した。
  - 成蹊高等学校※中高併設

※法政大学第一高等学校は2007年度をもって共学制に移行、同時に三鷹市に移転。

### 大学

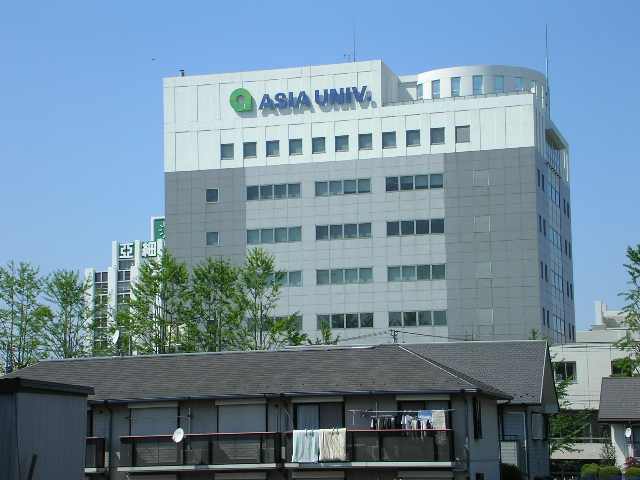
亜細亜大学
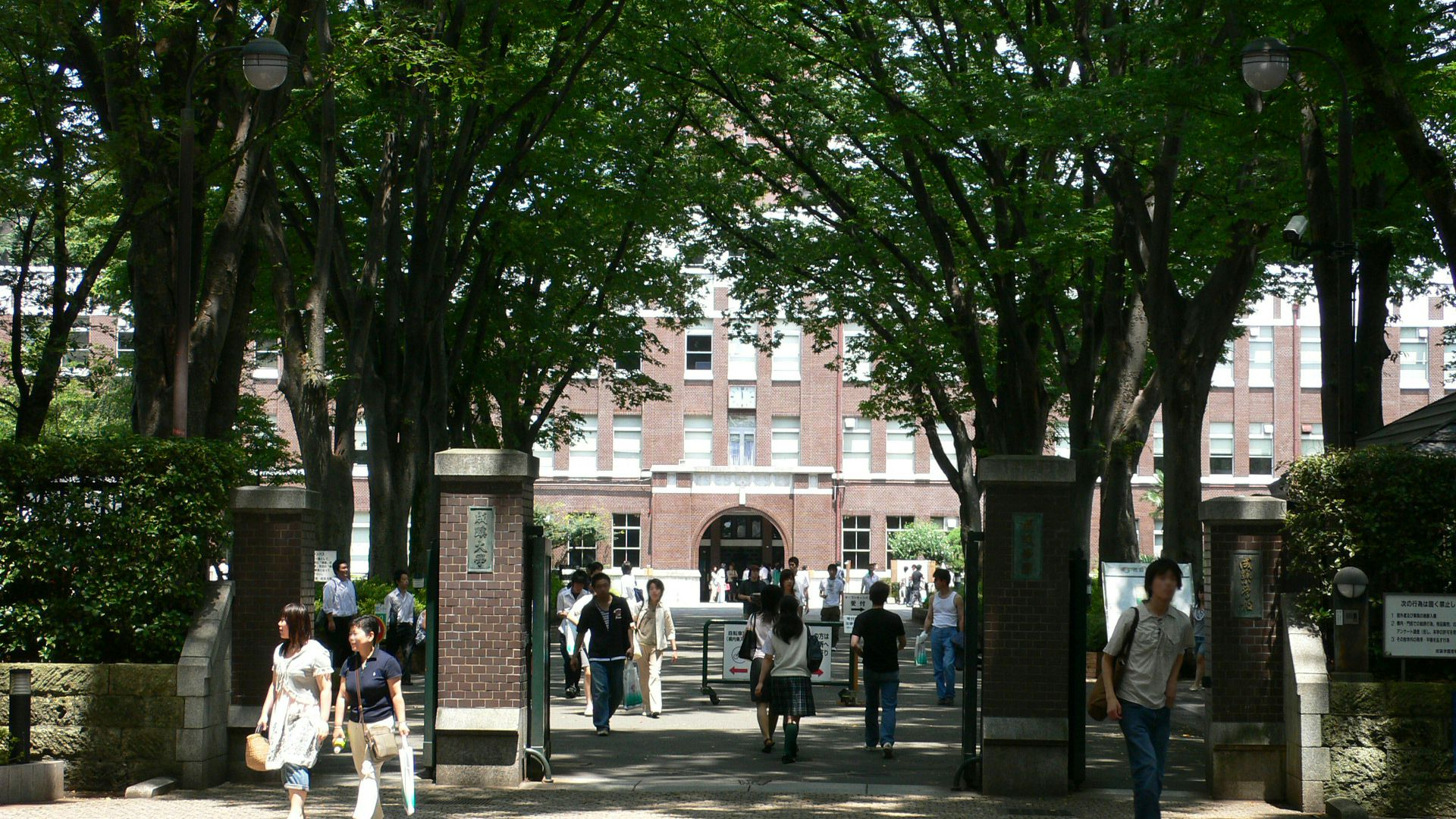
成蹊大学
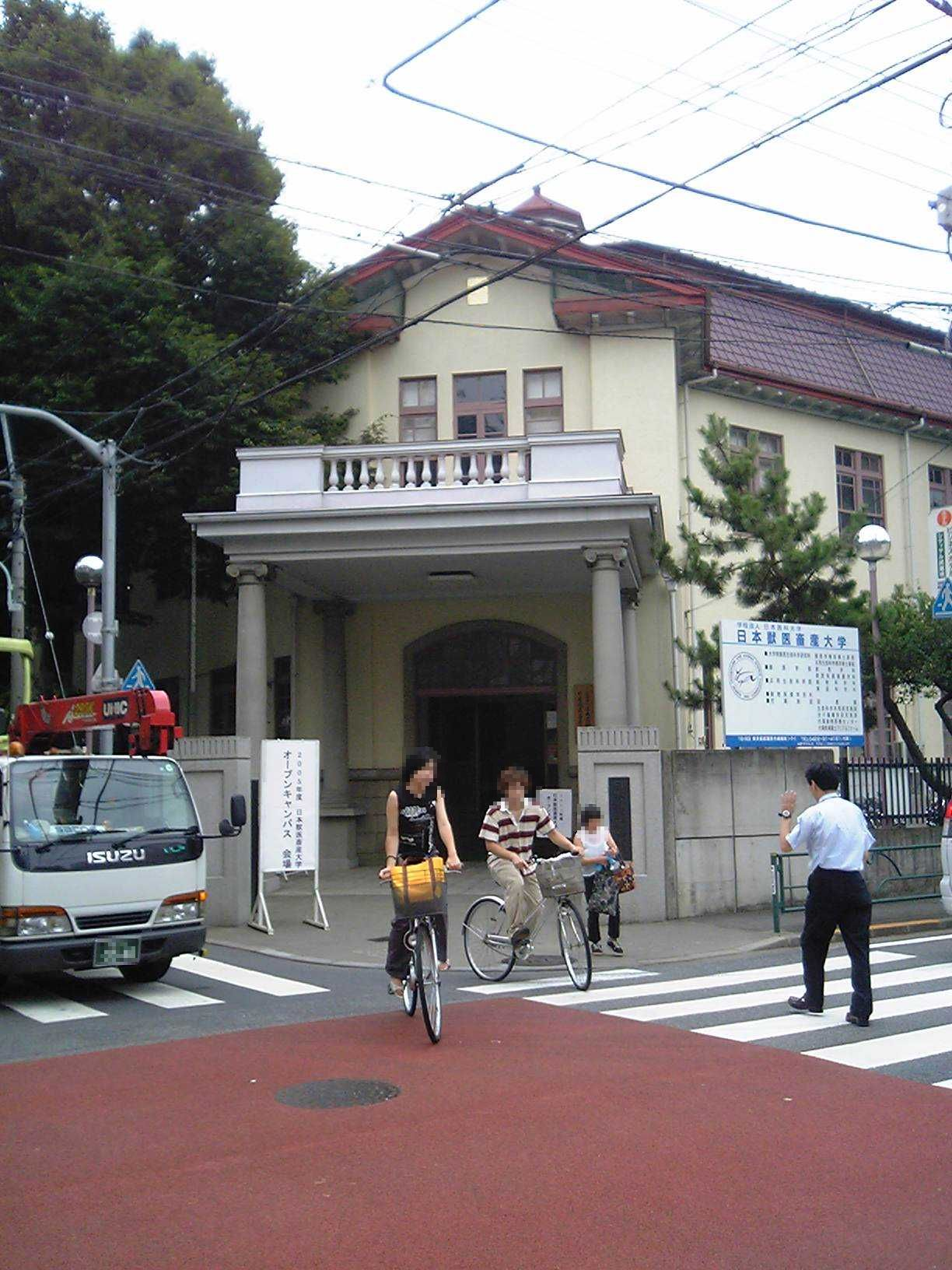
日本獣医生命科学大学

武蔵野地域学長懇談会 - 市と五つの大学（亜細亜大学、成蹊大学、東京女子大学、日本獣医生命科学大学、武蔵野大学）の連携で生涯学習事業、「武蔵野地域自由大学」「武蔵野市寄付講座」を開学・開設している。
- 武蔵野大学の武蔵野キャンパスは西東京市にある。三鷹駅北口にサテライトキャンパスがある。
- 東京女子大学は杉並区にある。

- 武蔵野美術大学 吉祥寺校
- 日本赤十字看護大学 武蔵野キャンパス

### 専門学校

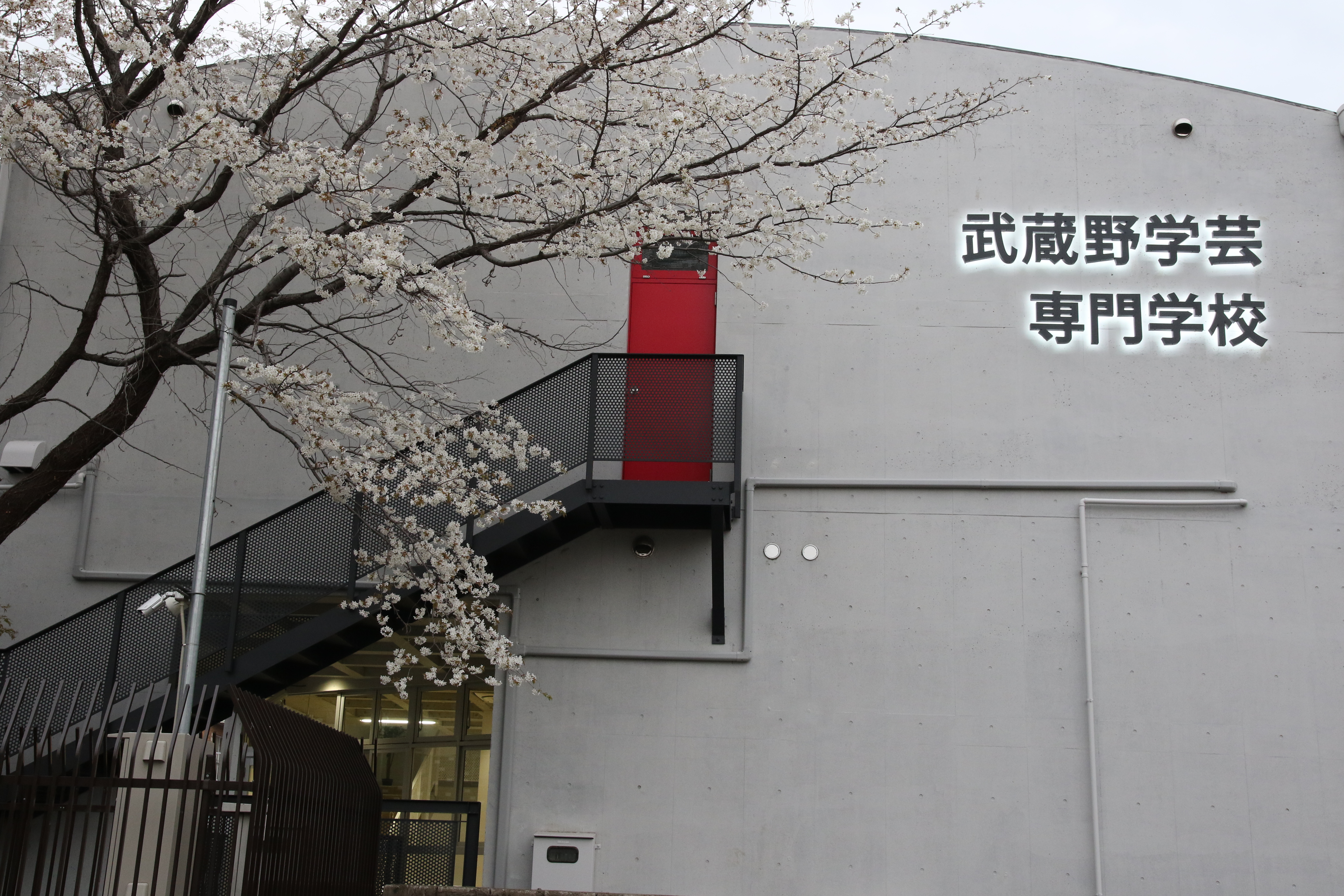
武蔵野学芸専門学校
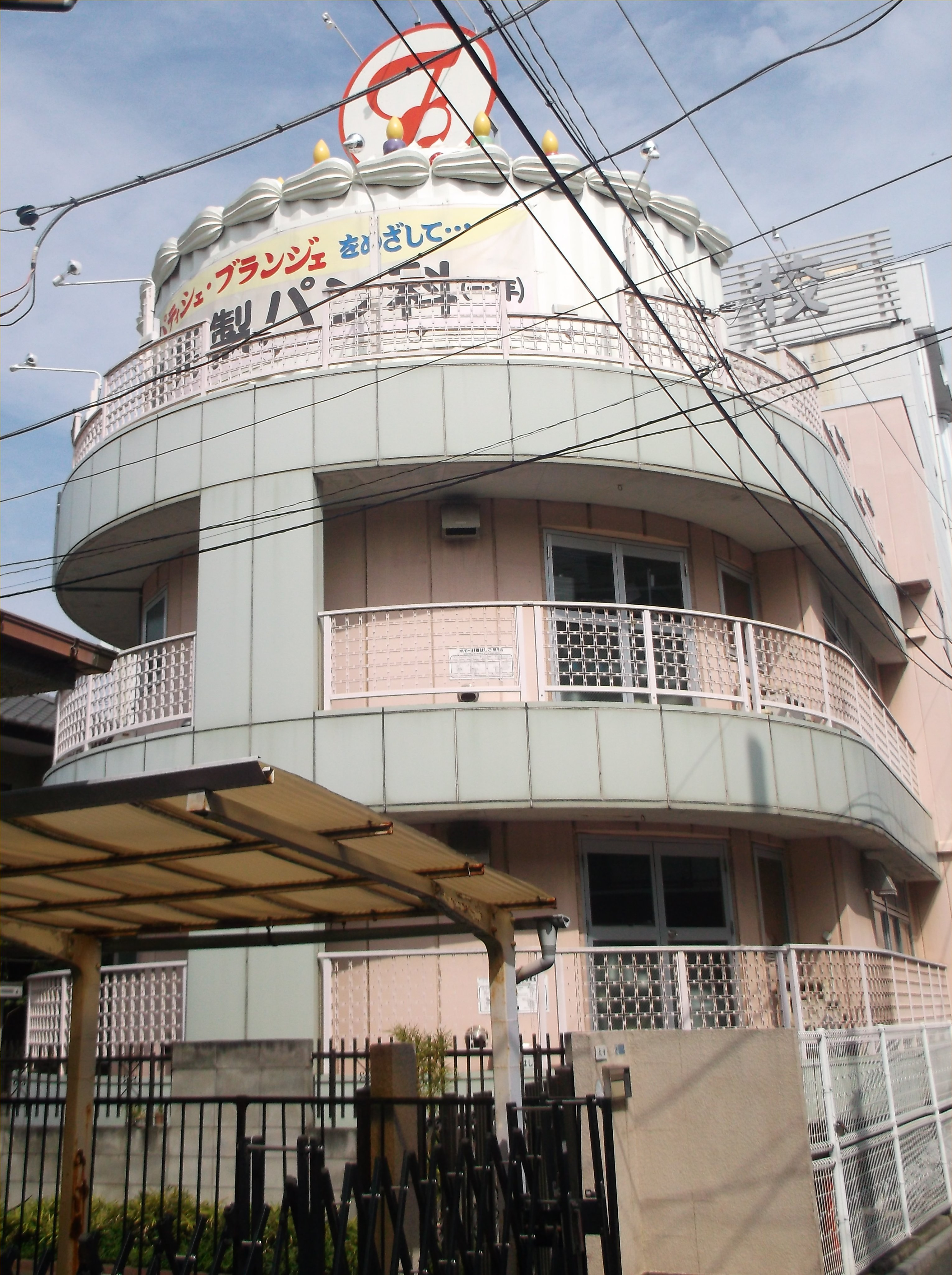
吉祥寺二葉栄養調理専門職学校
- 吉祥寺二葉製菓専門職学校
- 専門学校中野スクールオブビジネス
- 武蔵野東高等専修学校

### その他（各種学校、無認可校）
- 武蔵境自動車教習所

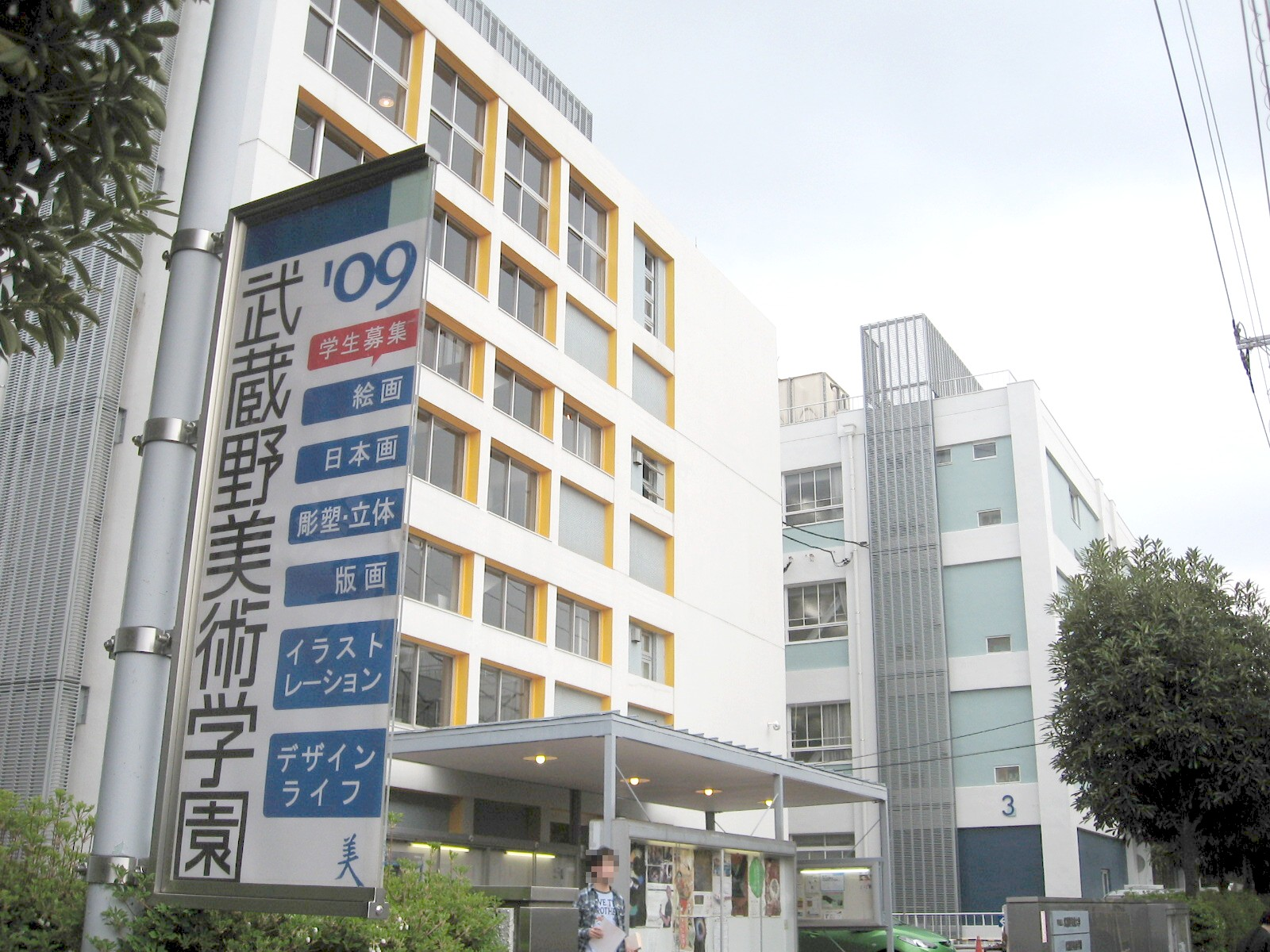
武蔵野美術学園

- インターパシフィックハイスクールジャパン三鷹校
- 中央高等学院吉祥寺本校
- 青二塾（声優養成所）
- 松前柔道塾
- 東海大学望星学塾
- 吉祥寺産経学園（カルチャースクール）
- アトリエアート吉祥寺（美大予備校）
- 吉祥寺美術研究所（美大予備校）
- 三鷹富士学院（サポート校）
- 上田学園（フリースクール）
- ナガセスクール
- 株式会社東京宅建学院
- 総合資格学院吉祥寺校
- ダイエックス吉祥寺校
- 日建学院吉祥寺校

## 職業訓練
以下は、職業能力開発促進法に規定された職業能力開発校である。
都立
- 東京都立多摩職業能力開発センター武蔵野校（旧武蔵野技術専門校）

## 教会
- 希望の教会
- カトリック吉祥寺教会
- ヨハン吉祥寺キリスト教会
- 日本基督教団・吉祥寺教会
- 吉祥寺福音教会

## 交通

### 鉄道
東日本旅客鉄道（JR東日本）
 中央線快速電車
- 吉祥寺駅 - （三鷹市区間） - 武蔵境駅

- 三鷹駅は隣接する三鷹市に所在するが、武蔵野市域にかかる北口駅前広場は武蔵野市が整備を行っている。

 中央・総武緩行線
- 吉祥寺駅

京王電鉄
 井の頭線
- 吉祥寺駅

西武鉄道
 多摩川線
- 武蔵境駅

### 道路
- 東京外環自動車道（建設中）
- 吉祥寺通り（東京都道116号関町吉祥寺線）
- 三鷹通り（東京都道121号武蔵野調布線）
- 武蔵境通り（東京都道12号調布田無線）
- 新武蔵境通り（調布保谷線（東京都道12号調布田無線支線・東京都道7号杉並あきる野線支線））
- 五日市街道（東京都道7号杉並あきる野線）
- 井ノ頭通り（東京都道7号杉並あきる野線支線）※複々線化工事と同時進行で吉祥寺通りから関前五丁目の五日市街道まで道路を延長する。
- 天文台通り（東京都道123号境調布線）
- すきっぷ通り

### バス路線
- 市内の「交通空白地域」をコミュニティバスの「ムーバス」が走る。詳細は別項を参照のこと。
- 関東バス - 関東バス武蔵野営業所
- 小田急バス - 小田急バス武蔵境営業所/小田急バス吉祥寺営業所
- 京王バス
- 西武バス

## 観光

### 主な年中行事
| 月    | 時期                                     | 行事名                               | 会場                                             |
| ----- | ---------------------------------------- | ------------------------------------ | ------------------------------------------------ |
| 1     | 5日または6日                             | 消防団出初式                         | 武蔵野中央公園                                   |
| 1     | 成人の日                                 | 未来をひらくはたちのつどい（成人式） | 武蔵野市民文化会館                               |
| 2     | 下旬                                     | 武蔵境ジャズセッション               | スイングホール                                   |
| 3     | 中旬                                     | 吉祥寺アニメフェスティバル           | 吉祥寺各所                                       |
| 4     | 第1日曜日                                | 武蔵野桜まつり                       | むさしの市民公園・むさしのエコreゾート           |
| 4・5  | 4月下旬 - 5月上旬 （ゴールデンウィーク） | 吉祥寺ウエルカムキャンペーン         | 吉祥寺全域                                       |
| 4・5  | 4月下旬 - 5月上旬 （ゴールデンウィーク） | 吉祥寺音楽祭                         | 吉祥寺全域                                       |
| 6     | 上旬                                     | 市民と<水>のふれあい広場             | 第1・2浄水場                                     |
| 6     |                                          | 武蔵境舞祭                           | 武蔵境駅前                                       |
| 7     | 日曜日（不定、1回）                      | 市民皆泳デー                         | 武蔵野プール                                     |
| 7     | 中旬                                     | かいぼり                             | 関前公園トンボ池                                 |
| 7・8  | 7月中旬 - 8月下旬                        | としょかんこどもまつり               | 中央図書館・吉祥寺図書館・武蔵野プレイス         |
| 7・8  | 7月中旬 - 8月下旬                        | むさしのジャンボリー                 | 武蔵野市立自然の村（長野県川上村）               |
| 8     | 下旬                                     | 総合防災訓練                         |                                                  |
| 9     | 第2土・日曜日                            | 吉祥寺秋まつり                       | 吉祥寺駅前                                       |
| 9・10 | 9月下旬 - 11月初旬                       | 市民文化祭                           |                                                  |
| 9・10 | 9月下旬 - 11月初旬                       | 市民体育祭                           | 陸上競技場・総合体育館・野球場など各体育競技施設 |
| 10    |                                          | 武蔵野地域五大学共同講演会           |                                                  |
| 10    | 上旬                                     | 吉祥寺アニメワンダーランド           | 吉祥寺全域                                       |
| 10    | スポーツの日                             | 市民スポーツフェスティバル           | 陸上競技場・総合体育館                           |
| 10    | 中旬                                     | シルバースポーツ大会                 | 陸上競技場                                       |
| 10    |                                          | 吉祥寺薪能                           | 月窓寺                                           |
| 11    | 3日                                      | イルミネーション点灯式               | 吉祥寺駅前広場                                   |
| 11    | 上旬                                     | 菊花展                               | むさしの市民公園                                 |
| 11    | 上旬                                     | 国際交流まつり                       | スイングホール                                   |
| 11    | 上旬                                     | ゆりかごむさしのフェスティバル       | 武蔵野市立保健センター                           |
| 11    | 第2日曜日                                | 武蔵野市農産物品評会                 | むさしのエコreゾート                             |
| 11    | 中旬                                     | 子育てフェスティバル「あ・そ・ぼ」   | スイングホール                                   |
| 11    | 下旬                                     | 落ち葉の感謝祭                       | むさしのエコreゾート                             |

- 市民スポーツフェスティバルは2008年までは9月第4日日曜日開催だったが、市民大運動会の廃止により、体育の日（現：スポーツの日）へ移行した。
- 市議会定例会は市役所にて毎年3、6、9、12月の4回行われる。
- 市内小中学校のセカンドスクールは5月中旬 - 6月中旬、10月中旬 - 11月中旬、土曜日を中心に行われる。

その他行事
- 武蔵野市国際オルガンコンクール 4年毎
- 武蔵野中央公園カイトフェスティバル（武蔵野中央公園、隔年8月）

終了した年中行事
- 武蔵野まつり（1959 - 1999 7月最終土・日曜日、中央公園→横河電機グラウンド）
- 市民大運動会（1990 - 2007 10月体育の日、陸上競技場）
市民大運動会終了の翌年（2008年）に後継イベントとして『むさしのスポルト2008』（10月13日）が陸上競技場・総合体育館で開催されたが、定着しなかったため、スポーツの日イベントを1年で市民スポーツフェスティバルに譲った。
- むさしの中部ふれあいまつり（1999 - 2013 7月第2日曜日、むさしの市民公園）
- むさしの青空市（1981 - 2019、むさしの市民公園）[38]

## 姉妹・友好都市

### 日本国内
武蔵野市は以下の9市町村を「友好都市」とし、武蔵野桜まつりなど催事での物産販売や、市民の相互派遣などの交流事業を行っている。武蔵野市を軸とする10市町村の「武蔵野市交流市町村協議会」（1991年発足、「武蔵野サミット」）の枠組みがあり、持ち回りで会議を行っている。2011年7月には武蔵野市交流市町村協議会において災害時の相互支援を明文化した「安曇野市サミット宣言」が採択された。武蔵野市の中道通り商店街には、友好都市のアンテナショップ「麦わら帽子」が設けられている。
- 富山県南砺市
旧利賀村と1972年から交流が始まる[45][46]。当時武蔵野市助役であった藤元政信（利賀村出身）の仲介によるもの[46]。2004年、利賀村が合併により南砺市の一部となる。南砺市とは2007年に正式に友好都市提携書を取り交わす[45]。
- 長野県安曇野市
旧豊科町と1987年から交流を開始[47]。当時の武蔵野市関係者が豊科町出身であった縁がある[48]（安曇野市ウェブサイトでは交流が1983年から始まったとしている[48]）。1987年に姉妹都市盟約を締結[48]、1996年に災害相互応援協定を締結[48]。2005年、豊科町が合併により安曇野市の一部となる。安曇野市とは2007年に正式に友好都市提携書を取り交わす[47][48]。
- 長野県川上村
1982年から交流を開始[49]。1982年に設立された「武蔵野市立自然の村」がある[50]。
- 千葉県南房総市
旧白浜町と1987年から交流を開始[51]。
- 岩手県遠野市
1988年、遠野市の物産展開催を契機として[52]、交流を開始[53]。
- 新潟県長岡市
旧小国町と1989年から交流を開始[54]。2004年10月に発生した新潟県中越地震では武蔵野市から援助が行われた[54]。
- 広島県大崎上島町
1990年から交流を開始[55]。
- 山形県酒田市
1989年に武蔵野市と酒田市の消防団が友好消防団の盟約を締結[56]。1992年から友好都市として交流が始まる[56]。
- 鳥取県岩美町
2003年から交流を開始[57]。

### 日本国外
「姉妹都市」と位置付けられている都市はない（財団法人自治体国際化協会の姉妹都市提携一覧表にも掲載がない。同協会の「姉妹都市」の基準については姉妹都市を参照）が、青少年の海外派遣など各種国際交流事業が行われている。国際交流・国際協力および在住外国人支援の組織として公益財団法人「武蔵野市国際交流協会」がある。武蔵野市では交流事業先として以下の6都市を挙げている（表記は武蔵野市ウェブサイトによる）。
- ラボック（アメリカ合衆国テキサス州）
1986年に武蔵野市から「ジュニア大使親善使節団」を派遣、以後相互に使節団を派遣し、青少年交流を行っている[61]。
- 江東区（大韓民国ソウル特別市）
1996年に江東区庁長らが武蔵野市を訪問、1997年に職員派遣研修協定締結。2000年には市民交流推進に関する協定を締結[62]。忠州市とともに、職員研修交流および青少年交流を相互に行っている。
- 忠州市（大韓民国忠清北道）
1996年に忠州市議会議員らが武蔵野市を訪問、1997年にソウル市江東区とともに職員派遣研修協定締結[62]。
- 北京市（中華人民共和国）
1988年に武蔵野市から「青年の翼親善使節団」を派遣。月壇中学（北京市西城区。日本語を第一外国語とする公立中学校である[63]）などと交流をおこなうとともに、相互に青少年の派遣と受け入れを行っている[64]。
- ブラショフ（ルーマニア）
武蔵野市に縁のあった曽我大介が、ブラショフ市の国立ジョルジュ・ディマ交響楽団 (ro:Filarmonica "Gheorghe Dima" din Brașov) の指揮者を務めていた縁から、1992年より同交響楽団を招聘するなど交流がはじまる[65][66]。1998年には現地に交流拠点として「日本武蔵野交流センター」を設置（その後2003年に「日本武蔵野センター」に改称）[67][66]。
- ハバロフスク（ロシア連邦）
1987年、ハバロフスクを訪問した鳥類学者藤巻裕蔵に、同地の少年野鳥観察グループが日本との交流を提案。日本野鳥の会事務局を経て、武蔵野市の自然クラブ野鳥教室が紹介されて文通が始まる。1992年には青少年相互交流協定を締結[68]。

## 地域放送
- コミュニティFM局
  - むさしのFM（78.2 MHz）
- ケーブルテレビ
  - ジェイコム武蔵野三鷹（J:COM武蔵野三鷹）

コミュニティチャンネル「J:COMチャンネル」（地デジ11ch）
- 市政広報番組『むさしのシティーニュース』
- ライブカメラ - 吉祥寺駅北口、三鷹駅南口、武蔵境駅南口

- その他
  - 宗教法人日本FEBC - 吉祥寺北町に本部兼スタジオがある。

## 劇団
- 前進座
- 劇団め組
- 木ぐつの木（人形劇団）
- 劇団櫂
- 劇団アルファ
- 武蔵野芸術センター劇団
- 劇団トマト座
- 劇団影法師 - 影絵の専門劇団。市内に本部と稽古場を置く

## スポーツチーム
- 横河武蔵野FC（前東京武蔵野ユナイテッドFC、元東京武蔵野シティFC、元横河電機サッカー部） - サッカー・日本フットボールリーグ所属。
- 横河武蔵野アトラスターズ - 社会人ラグビーチーム。
- 横河武蔵野アルテミ・スターズ - 女子ラグビーチーム
- 横河電機ワイルドブルー - 地域リーグ (バスケットボール) 所属。
- 美鷹クラブ - 卓球アマチュアクラブチーム
- 武蔵野ラグビースクール - 1967年創立の、日本で現存する中では最も古いラグビースクール。

## 出身者

### 政治・経済
- 清原慶子 - 第6代三鷹市長
- 山谷えり子 - 参議院議員（自由民主党）、教育再生会議担当室事務局長
- 土屋正忠 - 元衆議院議員（自由民主党）、第4代武蔵野市長
- 菅源太郎 - 市民運動家、武蔵野市議会議員
- 邑上守正 - 第5代武蔵野市長
- 松前仰 - 政治家・元日本社会党衆議院議員、工学博士、海洋工学者
- 芦田信 - JCRファーマ創業者・会長兼CEO
- 川上哲郎 - 住友電気工業社長、関西経済連合会会長
- 内山裕崇 - 個別指導専門塾「さくら学習院」の塾長、運営母体である株式会社ユニヴェルシータの代表取締役
- 長田裕之 - アニバーサリー株式会社 代表取締役
- 長田正寛 - 日本弁護士連合会副会長、北海道弁護士会連合会理事長
- 加藤崇 - ベンチャーSCHAFTの共同創業者
- 冨沢宏 - 大阪国税局長、国立印刷局初代理事長
- 渡辺章博 - GCA共同創業者・社長

### 文化
- 秋山仁 - 数学者
- 浅見紘子 - バレエ・ダンサー
- あべゆりこ - イラストレーター、漫画家
- 安食総子 - 女流棋士
- 市川真人 - 文芸評論家
- 井上順雄 - アートディレクター・ビデオクリエーター
- 井上雅義 - ジャーナリスト、四国学院大学教授（メディア研究）
- 伊藤沙恵 - 日本将棋連盟所属の女流棋士
- 石川厚志 - 写真家・詩人・臨床心理士
- 大月隆寛 - 民俗学者
- 大友昇平 - ボールペン画で知られる日本のイラストレーター
- 岡村崔 - 写真家
- 花山多佳子 - 歌人
- 木島佐一 - 著作家、翻訳家。ビデオ予備校講師
- 岸田尚 - 小説家、天使画家
- 鬼頭梓 - 建築家
- 樹林ゆう子 - ノンフィクション作家
- 樹林伸 - 漫画原作者
- 児玉幸多 - 歴史学者、文学博士、学習院大学名誉教授。学習院大学学長・学習院女子短期大学学長を歴任
- 小畠廣志 - 彫刻家
- 佐々木哲 - 歴史研究家、著述家
- 坂井謙介 - 料理人
- 瀬川千秋 - 中国文化研究家
- 曽我大介 - クラシック音楽の指揮者
- 田中康夫 - 作家、第15代長野県知事
- 田崎悦子 - ピアニスト、東京音楽大学教授、桐朋学園大学大学院特任教授等を歴任
- 竹谷靱負 - 富士山文化研究者、富士信仰研究者 拓殖大学名誉教授
- 知吹愛弓 - アニメ演出家、監督。スタジオこあ代表
- 筑井甚吉 - 経済学者、大阪大学名誉教授
- 恒川光太郎 - 小説家・ホラー作家
- 土田よしこ - 漫画家
- 内藤寛 - ゲームクリエイター
- 中田宏樹 - 将棋棋士
- 仲林圭 - 競技麻雀のプロ雀士。日本プロ麻雀協会所属
- 仁平勝 - 俳人・文芸評論家
- 野坂泰司 - 憲法学者
- 延江浩 - ラジオプロデューサー・作家・コラムニスト・ラジオDJ。エフエム東京（TOKYO FM）村上RADIO ゼネラルプロデューサー
- 松下耕 - 作曲家・合唱指揮者
- 松田哲夫 - 筑摩書房顧問
- 松井雪子 - 漫画家、小説家
- 水原央 - 劇作家
- 村上淳 (プロ雀士)
- 山本研 - 法学者、早稲田大学教授
- 山本康人 - 漫画家
- 山本光伸 - 翻訳家。インターカレッジ札幌顧問、（株）柏艪舎代表取締役、文芸翻訳検定協会代表理事
- ロドリゲス井之介 - 漫画家

### 芸能
- 伊藤蘭 - 女優
- 岩永哲哉 - 声優
- いまむらいづみ - 女優
- 伊藤真紀 - 元AV女優。ファッション雑誌モデル
- 飯塚真史 - ラジオパーソナリティ
- 岩田翼 - 俳優、声優。劇団昴所属
- 市原ひかり - 女性ジャズ・トランペット、フリューゲルホルン奏者
- ウエンツ瑛士 - タレント、シンガーソングライター、俳優
- 宇治田みのる - クラブDJ、音楽プロデューサー
- 上野なつひ - 女優
- 江木俊夫 - 俳優、歌手、タレント
- 乙津大作 - 俳優ミュージシャン
- 織田純一郎 - 歌手、作曲家、作詞家、音楽プロデューサー
- 岡野進一郎 - 俳優、映画プロデューサー、元キャスター
- 樫山文枝 - 女優
- 河原崎建三 - 俳優
- 岸谷五朗 - 俳優・ディスクジョッキー・演出家
- 北相馬宏 - 前進座俳優
- 黒沢律子 - 歌手
- こおろぎさとみ - 声優
- 佐藤万理 - 元女優
- 春風亭柳昇 - 落語家
- 杉村尚美 - 元「日暮し」ボーカル、元歌手
- 鈴木博文 - 音楽家（ムーンライダーズ）
- 鈴木龍之介 - 俳優、株式会社コスモ代表取締役
- 田口トモロヲ - 俳優・ナレーター
- 立花みほ子 - 女性声優
- 田村重治 - ドラマー
- 高橋マリ子 - 女優
- タカハシアキラ - 写真家
- 寺田路恵 - 女優、声優
- 洞口依子 - 女優
- 中村梅雀 - 俳優
- 二階堂ゆかり(BaBe) - 女性デュオ
- 林家まる子 - タレント、女優
- 林家喜之輔 - 紙切り師
- 日向香織 - モデル、タレント
- 藤川八蔵 - 前進座俳優
- マッチョテングマン - シンガーソングライター
- 松山政路 - 俳優
- 松山英太郎 - 俳優
- 麦人 - 声優
- 森下愛子 - 女優
- 薬丸裕英 - タレント
- 山川ワタル - 俳優
- 綿引勝彦 - 俳優

### スポーツ
- ブーゾ・アモス - サッカー選手
- 荒川仁人 - 元プロボクサー。第56代・第59代日本ライト級王者。第44代OPBF東洋太平洋ライト級王者。元WBOアジアパシフィックライト級王者
- 岩渕真奈 - 元女子サッカー選手。元サッカー日本女子代表
- 岩渕良太 - サッカー選手。京都サンガF.C.所属
- ISHIN - 男性プロレスラー
- 井村雄大 - サッカー選手
- 飯田加一 - 競艇選手
- 池田豊 - 中日ドラゴンズ初代監督、野球殿堂表彰
- 笠原紀久 - 元男子バレーボール選手（東レアローズ所属）
- 加藤美優 - 女子卓球選手
- 笹谷淳 - キックボクサー。元J-NETWORKウェルター級王座
- 西大立目永 - 元アマチュア野球審判員/ 早稲田大学名誉教授
- 林裕幸 - 元社会人野球の選手・監督。生まれは佐賀県。
- 日翔志英忠 - 大相撲力士
- 松本大弥 - サッカー選手
- 三竿雄斗 - サッカー選手。京都サンガF.C.所属
- 三竿健斗 - サッカー選手。元サッカー日本代表、鹿島アントラーズ所属
- 村上純平 - 元社会人野球の選手
- 茂木圭次郎 - 陸上競技選手。専門は長距離走
- 山口真吾 - プロボクサー。第24代東洋太平洋ボクシング連盟（OPBF）東洋太平洋ライトフライ級チャンピオン。
- YOSHIYA - 元プロレスラー
- 宗佑磨 - プロ野球選手 オリックス・バファローズ所属

### アナウンサー
- 青沼郁夫 - 元NHKアナウンサー
- 芦川愛子 - フリーアナウンサー、元茨城放送アナウンサー
- 安東理紗 - 元東北放送アナウンサー
- 一丁田修一 - 元読売テレビアナウンサー
- 江原啓一郎 - NHKのアナウンサー
- 奥寺健 - フジテレビアナウンサー
- 大橋信之 - NHKアナウンサー
- 久和ひとみ - ニュースキャスター
- 桜井梨子 - フリーアナウンサー。読売ジャイアンツのチアリーディングチーム『チームヴィーナス』の元メンバー
- 坂本咲子 - フリーアナウンサー、株式会社オフィスサッキー代表取締役、元札幌テレビ放送アナウンサー
- 志摩悦二郎 - 元NHKアナウンサー
- 関根苑子 - 千葉テレビ放送アナウンサー
- 中嶋みさ - フリーアナウンサー
- 原香緒里 - フリーアナウンサー、元山梨放送アナウンサー
- 平沢幸子 - 長野朝日放送アナウンサー
- 深澤慶 - フリーアナウンサー、ナレーター、司会者
- 福原健一 - 元NHKアナウンサー
- 藤島昌子 - 元北海道文化放送アナウンサー
- 藤田真奈美 - フリーアナウンサー
- 堀江政生 - 朝日放送アナウンサー
- 松井香保里 - 元ラジオ福島アナウンサー

## ゆかりの人物

### 居住者・元居住者など

#### 政治
- 大野緑一郎 - 元貴族院議員
- 菅直人 - 元衆議院議員、第94代内閣総理大臣
- 岸信介 - 第56・57代内閣総理大臣
- 小池晃 - 参議院議員、日本共産党中央委員会書記局長
- 高村正彦 - 衆議院議員、元外務大臣
- 土屋正忠 - 元衆議院議員、第4代武蔵野市長
- 穂積良行 - 元衆議院議員（自治政務次官）
- 松前達郎 - 元参議院議員
- 美濃部達吉 - 憲法学者、貴族院議員
- 村山達雄 - 元衆議院議員、元大蔵大臣

#### 文化
- 厚木淳 - 翻訳家
- 荒川聡子 (珍スポット愛好家)
- 安野光雅 - 絵本作家
- 市川清志 - 都市計画家・日本大学教授
- 入江正之 - 建築学者
- いしかわじゅん - 漫画家
- 泉晴紀 - 漫画家
- 犬丸りん - 漫画家
- 犬童一心 - 映画監督、CMディレクター、脚本家
- 伊藤潔 - 政治史家、前杏林大学、二松学舎大学教授
- 上野千鶴子 - 学者
- 上廣榮治 - 道徳家、社会教育家
- 楳図かずお - 漫画家
- 江口寿史 - 漫画家
- 大島弓子 - 漫画家
- 大島清 - 農業経済学者
- 岡井隆 - 歌人・医師
- 岡部徹 - 東大教授
- 尾木直樹 - 教育評論家
- 小栗忠七 - 都市計画家
- 太田三郎 - 洋画家
- 大友良英 - 作曲家、テレビ・映画音楽家、プロデューサー
- 小田稔 - 天文学者、宇宙物理学者
- 小沼丹 - 作家
- 金子光晴 - 詩人
- 貝島桃代 - 建築家
- 亀井勝一郎 - 文芸評論家
- 亀倉雄策 - グラフィックデザイナー
- 加倉井秋を - 歌人
- 風戸健二 - 電子顕微鏡設計技術者
- 樫葉勇 - 童話作者、幼児教育者
- 来嶋靖生 - 歌人
- 木村愛二 - ジャーナリスト
- 清成忠男 - 経済学者・元法政大学総長
- 岸本葉子 - エッセイスト
- 桐野夏生 - 作家
- 北村西望 - 彫刻家
- キン・シオタニ - イラストレーター
- 久住昌之 - 漫画家
- 宮藤官九郎 - 脚本家
- 窪田般彌 - 詩人、仏文学者
- 河野与一 - 仏文学者
- 小畠鼎子 - 日本画家
- 小池辰雄 - 宗教家
- 小林カツ代 - 料理研究家
- 郡裕美 - 建築家
- 近藤啓太郎 - 作家
- 小池滋 - 英文学者
- 鎮目恭夫 - 科学史家
- 西原理恵子 - 漫画家
- 柴門ふみ - 漫画家
- 佐貫亦男 - 航空工学者
- 桜井勝美 - 詩人
- 桜井雅夫 - 国際政治経済学者
- 篠原三代平 - 日本経済学者、一橋大学名誉教授、東京国際大学名誉教授
- 志茂田景樹 - 作家
- 霜多正次 - 作家
- 鈴村進 - 文筆家
- 建石修志 - 画家
- 高瀬志帆 - 漫画家
- 高田渡 - フォークシンガー
- 高橋健二 - ドイツ文学者
- 高橋光子 - 小説家
- 高木俊朗 - 映画監督、脚本家
- 田中惣五郎 - 思想家
- 玉城肇 - 経済学者
- 田上穣治 - 法学者、明治学院理事、亜細亜大学教授
- 田村秀夫 - 社会学者
- 竹内好 - 作家
- 田畑貞寿 - 造園学者、千葉大学名誉教授
- 筑波常治 - 文筆家
- 辻亮一 - 作家
- 津田左右吉 - 日本史学者
- 寺田博 - 編集者、文芸評論家
- 徳南晴一郎 - 漫画家
- 朝永振一郎 - 物理学者
- 徳武敏夫 - 教育評論家
- 中平解 - フランス語学研究
- 永井萠二 - 児童文学作家
- 永野賢 - 国語学者
- 長倉三郎 - 化学者・武蔵野地域自由大学学長
- 中村高一 - 政治家、弁護士
- 中川紀元 - 画家、日本芸術院会員
- 西川正身 - 英米文学者
- 西尾勝 - 東京市政調査会理事長、東京大学名誉教授
- 西本晃二 - イタリア文学者
- 西島和彦 - 物理学者 武蔵野市名誉市民
- 新田次郎 - 作家
- 丹羽文雄 - 作家
- 野田九甫 - 画家
- 野田宇太郎 - 詩人
- 野口雨情 - 詩人・作詞家
- 乃南アサ - 作家
- 埴谷雄高 - 作家
- はっとり - マカロニえんぴつメンバー
- 平井潔 - 評論家
- 平松正樹 - 脚本家、ゲームシナリオライター
- 藤原てい - 作家
- 藤原正彦 - 数学者
- 辺見じゅん - 作家・歌人
- 北条司 - 漫画家
- 堀米庸三 - 歴史家
- 槇村さとる - 漫画家
- 松井孝典 - 惑星科学者
- 松居直美 (オルガン奏者)
- 松下圭一 - 政治学者
- 丸山眞男 - 政治学者
- 丸山敏雄 - 宗教家、倫理研究所創立
- 圓子修平 - 都立大学名誉教授、独文学者
- 麿赤兒 - 舞踏家
- マギー (俳優)
- 美内すずえ - 漫画家
- 三浦展 - 評論家、消費社会研究家
- 三雲祥之助 - 画家
- 水島新司 - 漫画家
- 三田紀房 - 漫画家
- 三谷隆正 - 法学者
- みなみらんぼう - シンガーソングライター
- 武藤元昭 - 古文学者
- 武者小路実篤 - 作家
- 村上一郎 - 作家
- 村松友視 - 作家
- 毛綱毅曠 - 建築家
- 山田詠美 - 作家
- 山本卓 - 不動産鑑定士
- 山田豊 - 元通産官僚
- 山口眞理子 - 詩人
- 山口弥一郎 - 地理学者
- 由良君美 - 英文学者
- 結城浩 - プログラマ、技術ライター、プロテスタントのクリスチャン
- 横溝正史 - 作家
- 四方田犬彦 - 比較文学者、映画史家
- 吉田善明 - 憲法学者
- 蠟山政道 - 政治学者
- 渡辺一民 - 仏文学者
- 渡辺明 - 将棋棋士

#### 芸能
- 嵐芳三郎 (5代目) - 歌舞伎役者
- 岩下志麻 - 女優
- 伊藤榮子 - 女優
- 伊藤蘭 - 歌手・女優
- オカリナ - お笑いタレント（おかずクラブ）
- 樫山文枝 - 女優
- 河原崎長十郎 - 歌舞伎役者
- 河原崎國太郎 (6代目) - 歌舞伎役者
- 河原崎長一郎 - 俳優
- 菊池章子 - 歌手
- 草村礼子 - 女優
- 佐野史郎 - 俳優、映画監督
- 斎藤こずえ - 歌手
- 清水由貴子 - 女優
- 田代まさし - 元タレント
- 団しん也 - タレント
- 中村梅之助 - 歌舞伎役者
- 野々村潔 - 俳優
- 左幸子 - 女優
- 舟木一夫 - 歌手
- 箕輪はるか - お笑い芸人
- 水森亜土 - イラストレーター、タレント
- 渡辺哲 - 俳優

#### スポーツ
- 工藤公康 - 元プロ野球選手・監督
- 宗佑磨 - プロ野球選手
- 風戸裕 - レーサー
- 大賀幹夫 - ブラジリアン柔術家
- 師子王正樹 - 元大相撲力士

#### その他
- 赤星鉄馬
- 飯田延太郎
- 江戸英雄
- 松前重義
- 髙橋和夫 - 東急株式会社代表取締役副会長
- 浜口玄吉 - 元海軍軍人、海上自衛隊員

## ゆかりの作品

### 小説
- 殺人鬼（横溝正史） - 吉祥寺が舞台の作品。
- 真珠郎（横溝正史） - 主人公が吉祥寺に住む友人夫妻の家に泊まった夜中に夫妻は真珠郎の襲撃を受ける。
- 支那扇の女（横溝正史） - 第2の事件の舞台が吉祥寺。
- 追想五断章（米澤穂信） - 主人公は武蔵野市在住の伯父の家に居候している。
- 生ける死仮面
- 七福神殺人事件
- 妄想代理人

### 漫画・アニメ・ゲーム
- レストアガレージ251車屋夢次郎
- 砲神エグザクソン - 主人公は武蔵野市在住
- 毎日かあさん
- 海がきこえる - ラストシーンが吉祥寺駅の設定。
- トワイライトシンドローム
- ムーンライトシンドローム
- 飴色紅茶館歓談
- ことのはの巫女とことだまの魔女と
- 耳をすませば - 一部武蔵野市が登場
- タイムパトロール隊オタスケマン - 第7話で「武蔵野市の宮村義人君メカ」登場
- 結婚しようよ - 武蔵野市八幡町に両親と住んでいる設定
- 電磁戦隊メガレンジャー - シルバー以外の5人は2話で武蔵野市に住んでいるとされている
- 世界の中心で、愛をさけぶ - 明希の息子一樹がかよう幼稚園が、武蔵野市にある
- WXIII 機動警察パトレイバー - 岬冴子は武蔵野市の出身という設定
- 聖戦士ダンバイン - 主人公は東吉祥寺の一角に家族とともに住んでいる
- 南海奇皇 - 舞台となる架空の「西武蔵野市」のモデルとなっている。
- トワイライトシンドローム - 冒頭に武蔵野市の外れにある雛城町という架空の町が登場
- 特攻!アルテミス - 武蔵野市を拠点とする黒叉悪隊が出現
- 極上!!めちゃモテ委員長 - 主人公たちの通う高校は「武蔵野森山学園」である。アニメでは「大吉祥寺駅」が登場する。
- マリア様がみてる
- GTO - 吉祥寺における東京吉祥学園（アニメでは聖林学苑）という架空の学校が舞台となっている。東京都立武蔵高等学校が校舎のモデル。
- Variante -ヴァリアンテ- - 御殿山で、一家殺人事件が発生
- ろくでなしBLUES - 吉祥寺の帝拳高校という架空の学校が舞台となっている。建物のモデルは武蔵野市立第三小学校とされる。
- ROOKIES -二子玉川学園高校の野球場は成蹊高校・大学のグラウンドがモデル。
- 綿の国星 - 吉祥寺に似た「ちきじょうじ」という架空の地名・駅名が登場する。隣駅は「昼荻」と「夜たか」。
- ストップ!! ひばりくん! - 作者江口寿史の住む吉祥寺が舞台。
- SLAM DUNK - 舞台となる湘北高校は神奈川県にあるという設定だが、武蔵野北高校が校舎のモデルとなった。
- あずまんが大王 - 何度か三鷹駅北口や井の頭公園と思しき場所が出てきている。
- 幻魔大戦 - アニメ映画版。吉祥寺駅周辺でロケハンが行なわれ、サンロード他が丹念に描かれている。
- てさぐれ!部活もの - てさぐり部の4人が通う桃成高校は吉祥寺に所在している設定で、校門のモデルは成蹊中学･高等学校のもの。3期のアバンタイトルでは、吉祥寺周辺の様々な場所が登場する。
- キャプテン翼 - 主人公・大空翼のライバルの一人である三杉淳が生まれ育ち、住んでいる都市。この三杉が所属する東城学園小学校、武蔵FC、武蔵中学校、武蔵医大付属高校（武蔵高校）はこの武蔵野市に所在する。
- ケロロ軍曹 - 吉祥寺駅が登場する。なお舞台となる都市の名は漫画では武蔵市、アニメでは奥東京市である。また、「吉祥学園」（きっしょうがくえん）という学校が登場する（吉祥女子中学校・高等学校から）。
- CODE-E - 吉祥寺の架空の学校が舞台となっている。
- Cafe吉祥寺で - 武蔵野市吉祥寺のとあるカフェが舞台となっている。モデルのカフェが存在するかは不明。
- 図書館戦争 - 武蔵野第一図書館という架空の図書館が舞台。立川、日野など実在の地名が多く出る。
- イキガミ - 武蔵川区役所の建物は、武蔵野市役所がモデル。
- バクマン。 - 吉祥寺駅が登場する。
- 魔法少女サイト - 武蔵之市が登場する。
- 境界線上のホライゾン - 主人公たちが乗る八艦連結型航空都市艦・武蔵の中央前艦が武蔵野を襲名している。
- サイキックハーツ - プレイヤーキャラクターである灼滅者（スレイヤー）たちは、全員武蔵野市にある武蔵坂学園の生徒である。
- SHIROBAKO - 舞台となる株式会社武蔵野アニメーションの所在地が武蔵野市境北町2丁目2-11(住所は架空のもの)。
- 妄想代理人 - 武蔵野市で発生した通り魔事件という設定。
- 甘々と稲妻 - 武蔵境駅周辺を舞台としている。
- 真・女神転生 - 物語序盤で吉祥寺が舞台となるRPG。ゲーム中、魔物が登場するビルの設定として、エコービルが登場する。
- 多重人格探偵サイコ - 作中、無差別爆弾テロのシーンで武蔵境駅前のスイングビルが爆破されている。
- じょしらく - 11話「五人さかい」は武蔵境ご当地ネタが題材となっている。
- 吉祥寺だけが住みたい街ですか?
- Re:ステージ! - 作中のアイドルユニットのオルタンシアが井の頭公園で活動している。
- ハイキュー!! - 第1話。日向翔陽と影山飛雄が初めて出会った中学時代最初で最後の大会の会場モデルが武蔵野総合体育館となっている。

### テレビドラマ
- 電影少女-VIDEO GIRL AI 2018 - ロケ地として
- 雨よりも優しく - 主人公は武蔵野市在住
- 天花
- やんパパ - ロケ地として
- 俺たちの旅 - 日本テレビ系列で放映された中村雅俊主演の青春ドラマ。吉祥寺を舞台とし、駅周辺や井の頭公園などがロケ地として用いられた。
- 熱中時代 - 日本テレビ系列で放映された水谷豊主演の学校ドラマ。市立第三小学校がロケ地として用いられた。
- うちの子にかぎって… - TBS系列で放映された田村正和主演の学校ドラマ。吉祥寺を舞台とし、市立本宿小学校および同第三小学校がロケ地として用いられた。
- 愛していると言ってくれ - 井の頭公園がロケ地
- 電車男 - フジテレビ版では、電車男（山田剛司）が武蔵境（第6話、コミックフェスタ招待状の宛名より）、エルメス（青山沙織）が吉祥寺に住んでいる設定になっている。
- ラスト・フレンズ - 吉祥寺界隈がロケ地。主人公の住むシェアハウスは井の頭公園付近という設定。
- 獣電戦隊キョウリュウジャー - オープニングに出てくる陸上競技場が武蔵野市立武蔵野陸上競技場などロケ地として
- 仮面ライダービルド - NTT武蔵野研究開発センターなどがロケ地として
- 仮面ライダーW - ロケ地として
- ファイヤーレオン - 吉祥寺が舞台の特撮ヒーロードラマ。武蔵野フィルムコミッション協力の下、サンロードや武蔵野市役所でアクション撮影が行われている。
- 戦う!書店ガール - 吉祥寺の書店が舞台のドラマ。ジュンク堂書店吉祥寺店で撮影が行われた。
- 花のち晴れ〜花男 Next Season〜 - TBS系火曜ドラマで放映。成蹊大学がロケ地として用いられた。
- ぼくは叔父さん - 日本テレビ系で放映されたドラマで、吉祥寺本町に実在したレストラン「バンビ」が舞台。吉祥寺の街中でロケが行われた。若き日の郷ひろみが主演した。
- 愛の110番
- いじわる看護婦
- なぞの転校生

### 映画
- 日本一のホラ吹き男 - 1964年（昭和39年）に公開された植木等主演の映画。武蔵野陸上競技場、第四中学校、市営プールなどがロケに使用された。
- グーグーだって猫である - 大島弓子のエッセイマンガを映画化。井の頭公園周辺で2007年（平成19年）9月撮影開始、2008年（平成20年）公開。主演小泉今日子。
- 音量を上げろタコ!なに歌ってんのか全然わかんねぇんだよ!! - ロケに使用された。
- モテキ - ロケに使用された。
- あんてるさんの花 - ロケ地として
- あまのがわ - ロケ地として、聖徳学園高等学校が使用される
- 小野寺の弟・小野寺の姉 - ロケ地として、市内の中華料理店が使用される
- 仮面ライダー平成ジェネレーションズ FINAL ビルド&エグゼイドwithレジェンドライダー - ロケ地として
- ベイビーわるきゅーれ - ロケ地として、主人公のバイト先のコンビニは武蔵野市のPAL（パル）
- ぼくたちの家族 - ロケ地として、武蔵野赤十字病院
- ムーンライト・シャドウ - ロケ地として、武蔵野オーセンティックバーREKIが使用されている
- 四月物語 - 主人公は武蔵野市にある大学に入学するため、北海道から上京したという設定
- 海を感じる時 - 舞台が武蔵野市
- ヘルタースケルター - ロケ地として、井の頭公園入口
- 花とアリス - ロケ地として、吉祥寺にある店舗など
- 今はちょっと、ついてないだけ - 吉祥寺がロケ地として
- きょうのキラ君 - ロケ地として、井の頭公園等
- 自分の事ばかりで情けなくなるよ - 吉祥寺がロケ地として
- すーちゃん まいちゃん さわ子さん - 吉祥寺がロケ地として
- 月の満ち欠け - 三角哲彦のバイト先「PAPERMOON RECORDS」は吉祥寺本町のレコード店「ココナッツディスク吉祥寺店」がロケ地
- 転々 - ロケ地として。ハモニカ横丁のたい焼き店「天音」とのコラボバッグも販売
- 流れ星が消えないうちに - ロケ地として、三鷹市と武蔵野市の境に位置する玉川上水周辺他
- 花束みたいな恋をした - ロケ地として、成蹊大学内トラスコンガーデンが使用される
- 雪子 a.k.a. - 吉祥寺駅などが登場。主人公が付近の小学校に勤めているという設定。学校内シーンの撮影は三鷹市の明星学園で行われた[69]。
- BAUS 映画から船出した映画館 - 吉祥寺バウスシアターを題材とした映画。[70]

### 音楽
- 武蔵野エレジー - thee michelle gun elephantの楽曲。また、同バンドのメンバーはそれぞれ神奈川、広島、北海道の出身である。
- あさみちゆき
- すーぱーそに子 - ニトロプラスのイメージキャラクター。グラビアモデル、ミュージシャンで武蔵野市出身の設定
- むさし野詩人 - 野口五郎の楽曲

## 備考
- 日本の音風景100選：成蹊学園ケヤキ並木
- 日本さくら名所100選：井の頭恩賜公園
- 近代水道百選：東京都水道局境浄水場
- 東京都指定文化財：吉祥寺旧本宿のケヤキ
- 八丁歓楽街：1950年代に三鷹駅北口に存在した特殊飲食店街。1951年には国会レベルで問題視され、参議院文部委員会委員による現地調査も行なわれた[71]。
- 油そば - 東京油そば 1957年に開業した「珍珍亭」が発祥の店といわれている[72]。